# Biserica de lemn din Cerghizel

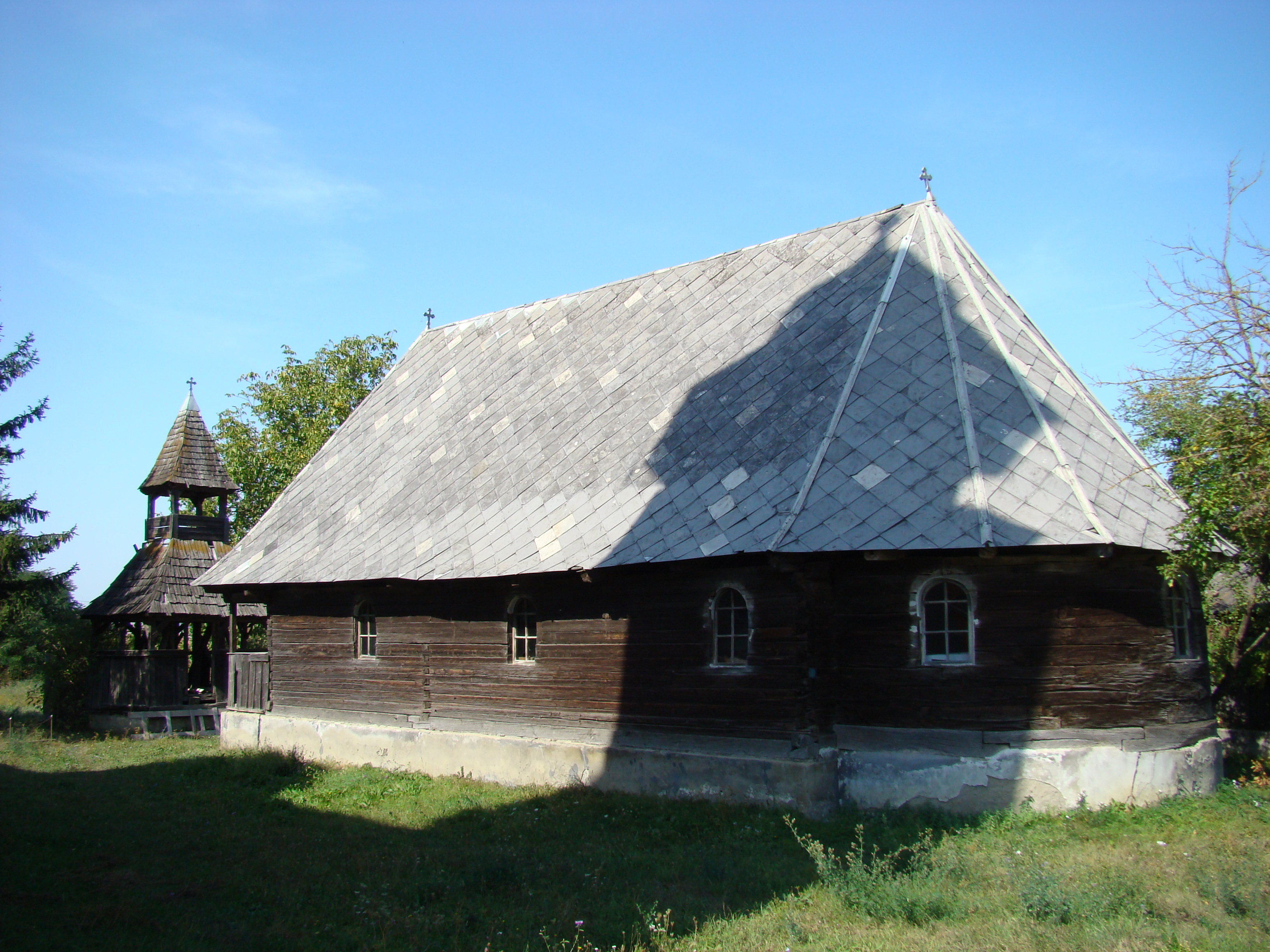
Biserica de lemn „Sfinții Arhangheli Mihail și Gavriil” din Cerghizel, oraș Ungheni, județul Mureș, foto: septembrie 2009.

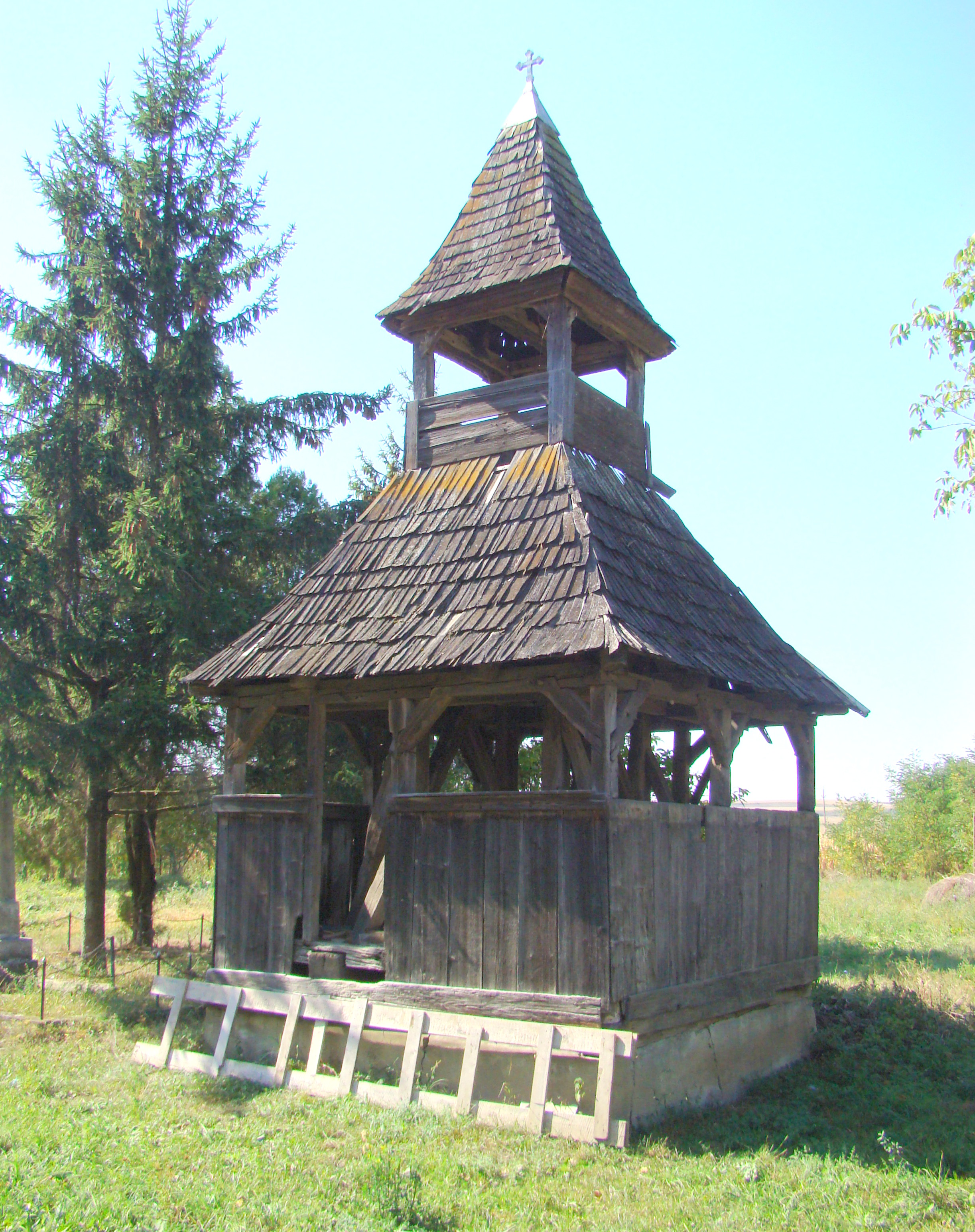
Clopotniţa

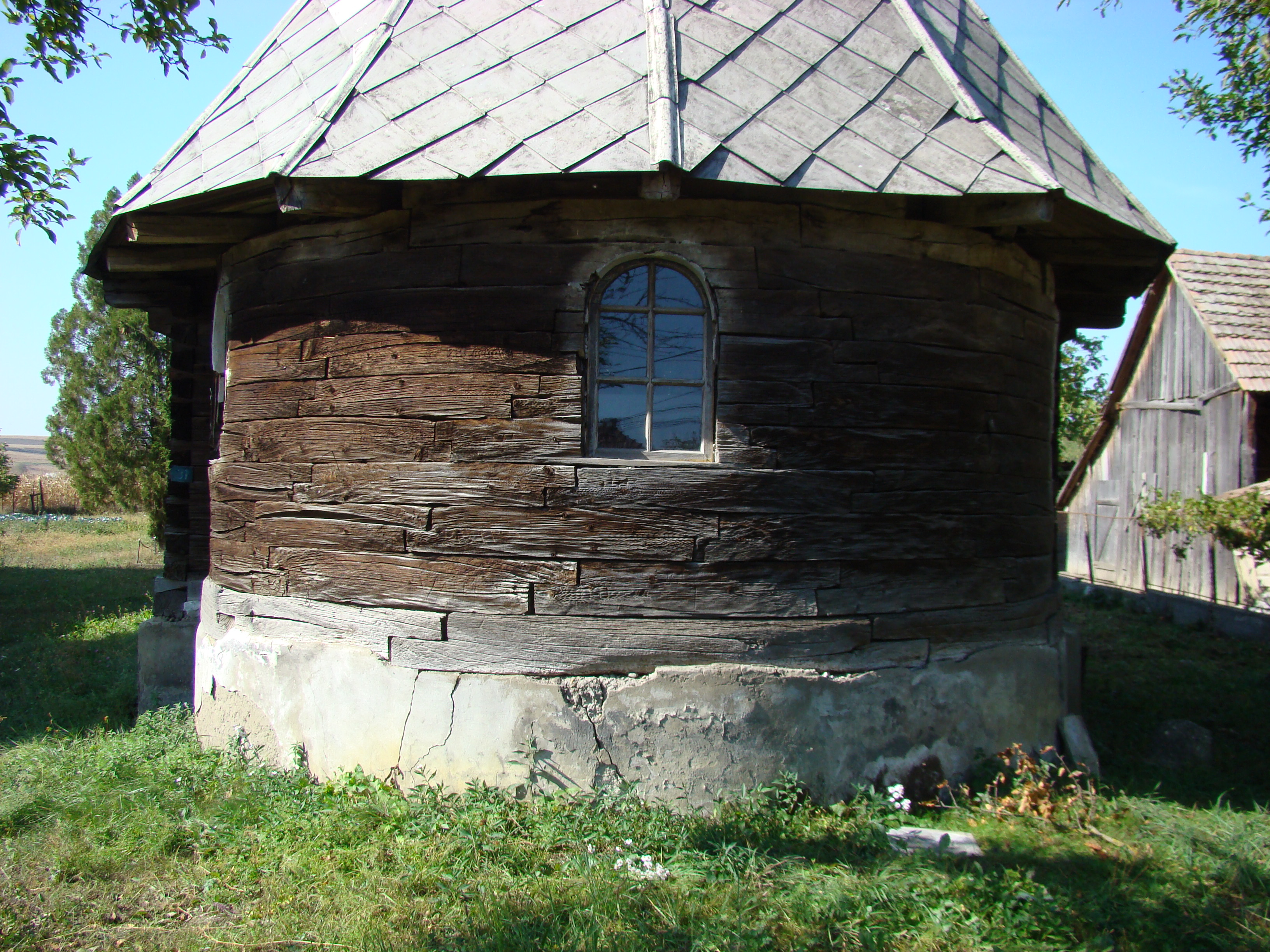
Absida altarului semicirculară

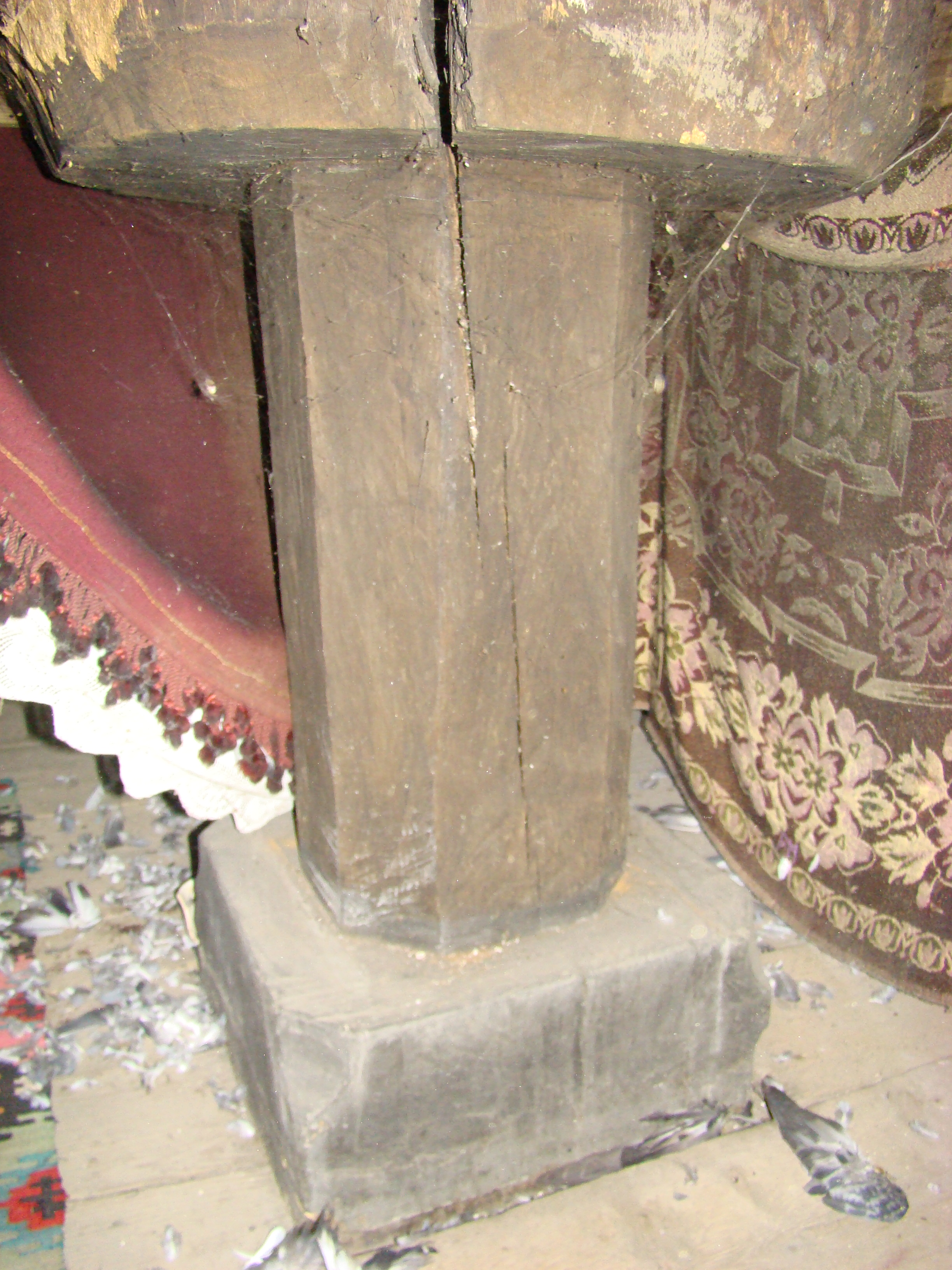
Piciorul mesei altarului

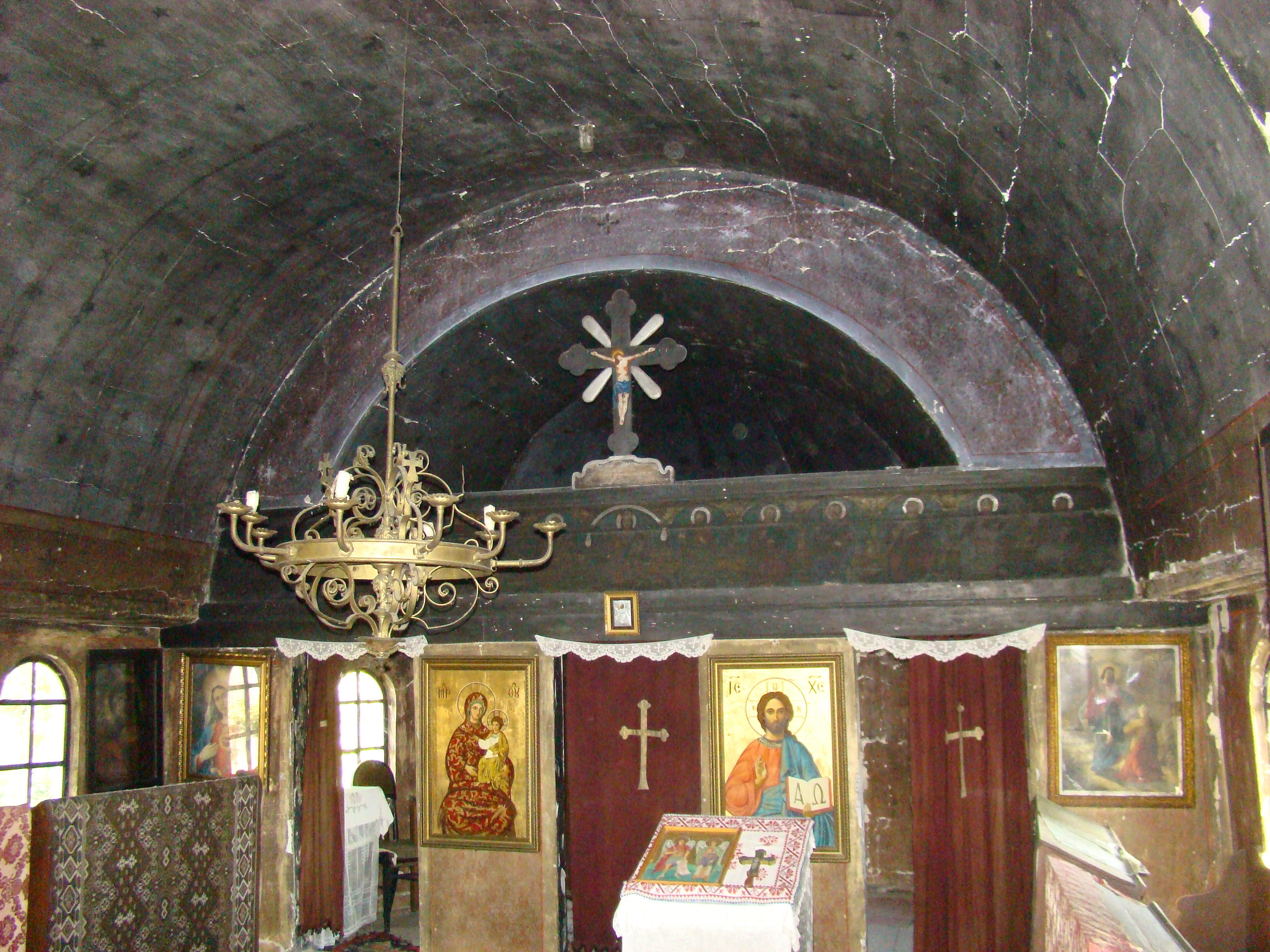
Iconostasul

Biserica de lemn din Cerghizel, oraș Ungheni, județul Mureș a fost ridicată în secolul al XVIII-lea (1726) . Are hramul „Sfinții Arhangheli Mihail și Gavriil”. Biserica se află pe lista monumentelor istorice, cod LMI MS-II-m-B-15623.

## Istoric
Biserica de lemn, ridicată în 1802 și existentă încă în pragul secolului XX, dispare apoi. În locul ei a fost adusă biserica actuală, cu hramul „Sfinții Arhangheli”, care a fost ridicată în satul învecinat Cerghid, de unde a fost cumpărată de locuitorii din Cerghizel și mutată pe actualul amplasament în anul 1937. În biserică s-a slujit până în anul 1981, an în care a fost sfințită biserica nouă, din cărămidă, cu hramul „Sfântul Gheorghe”. Acoperișul din șindrilă a fost înlocuit cu plăcuțe de azbest.

## Trăsături
Pereții, din lemn de brad, delimitează o navă dreptunghiulară și un altar ușor decroșat, semicircular. Pronaosul și naosul sunt acoperite de o boltă semicilindrică, retrasă de la linia pereților prin intermediul unei bârne dispuse în trepte. Altarul are o boltă de aceeași formă, îngustată prin mijlocirea suprafețelor plane, intersectată de trei fâșii curbe. După sistemul de construcție, edificiul pare anterior secolului al XIX-lea, anul 1836 indicând, probabil, o refacere. Acest an este notat în partea de vest, în stânga intrării. Vârsta reală fusese crestată în ancadramentu ușii originare, dispărut cu prilejul lucrărilor de renovare. 
La interior, stratul de tencuială poate ascunde vestigiile vreunei picturi prejudiciate la strămutare. Tâmpla se rezumă la friza Apostolilor, cu Iisus Hristos, așezați pe laviță, între arcade; este datată de pisania de la 1836, autorul ei aparținând școlii de la Feisa. Ușile împărătești reprezintă Buna Vestire și pot fi atribuite lui popa Marcu.

## Imagini din exterior

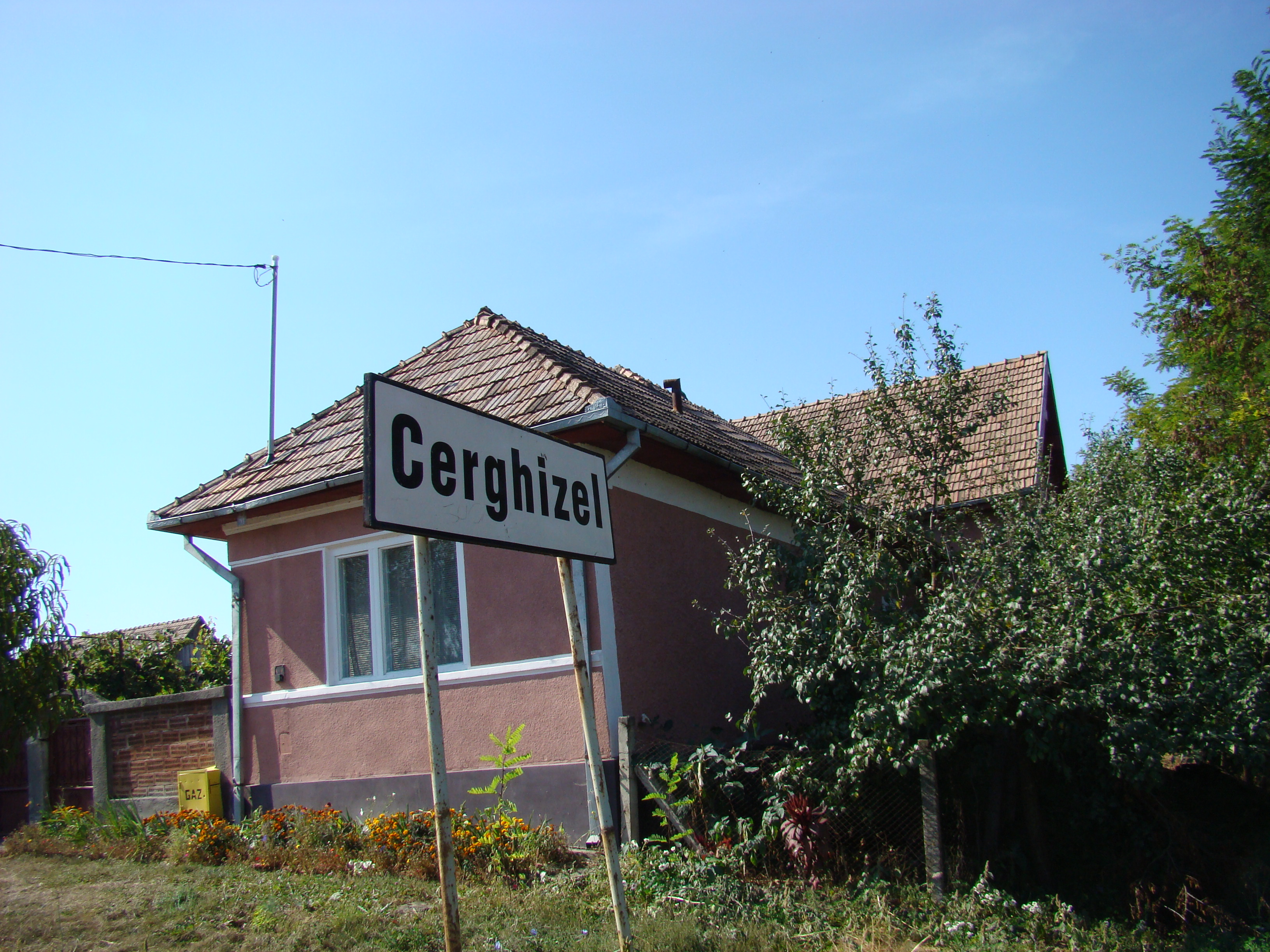
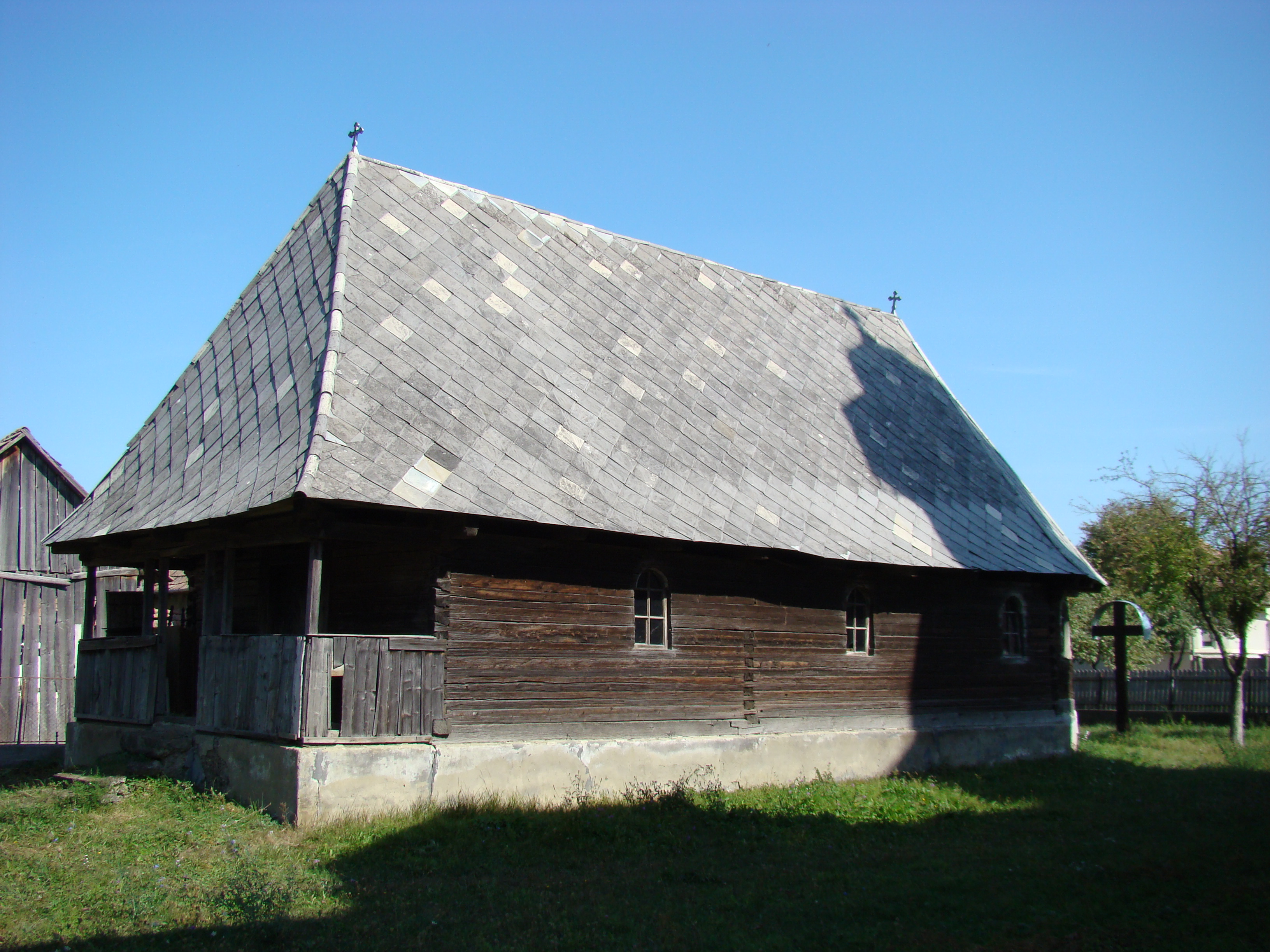
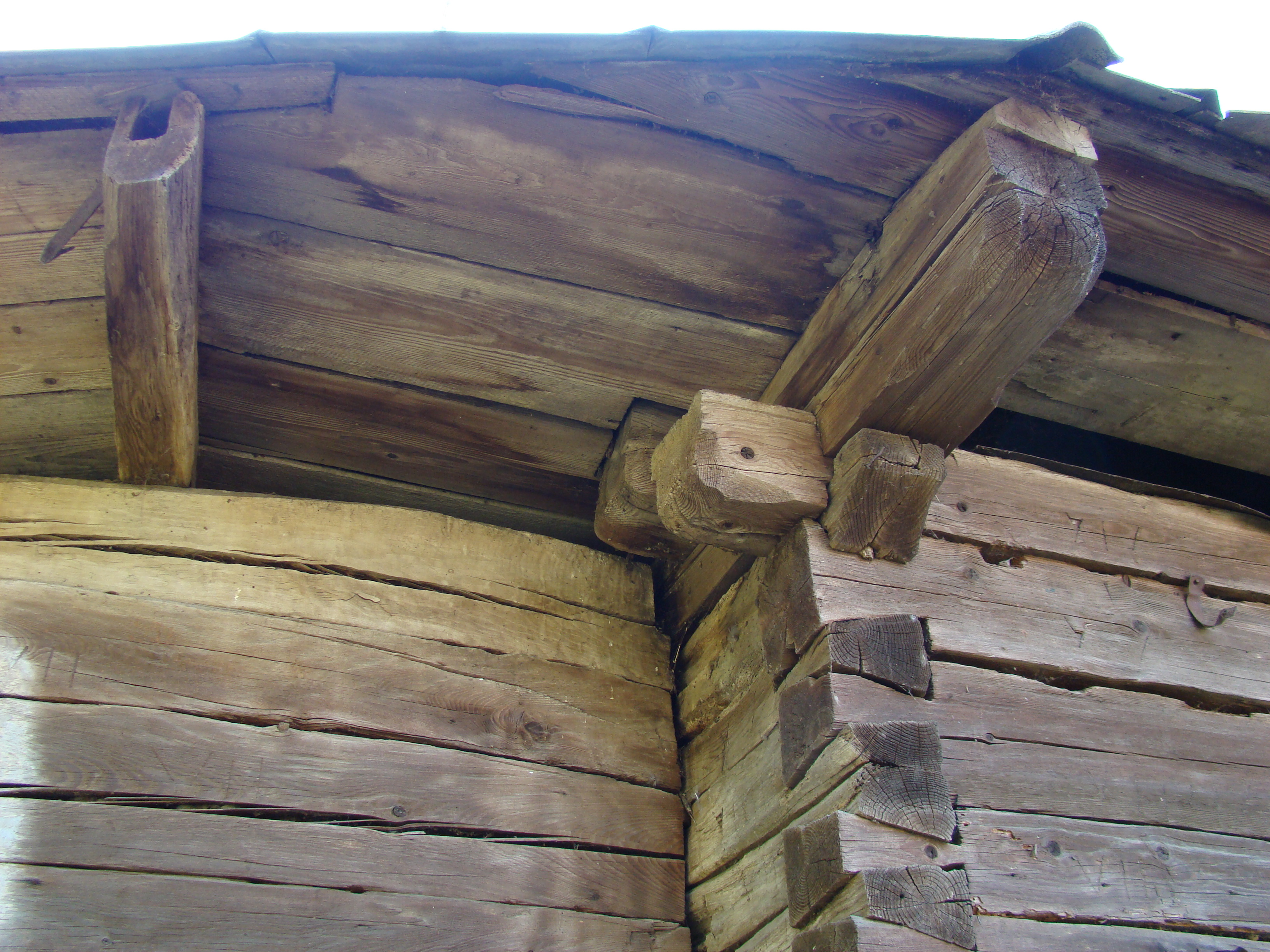
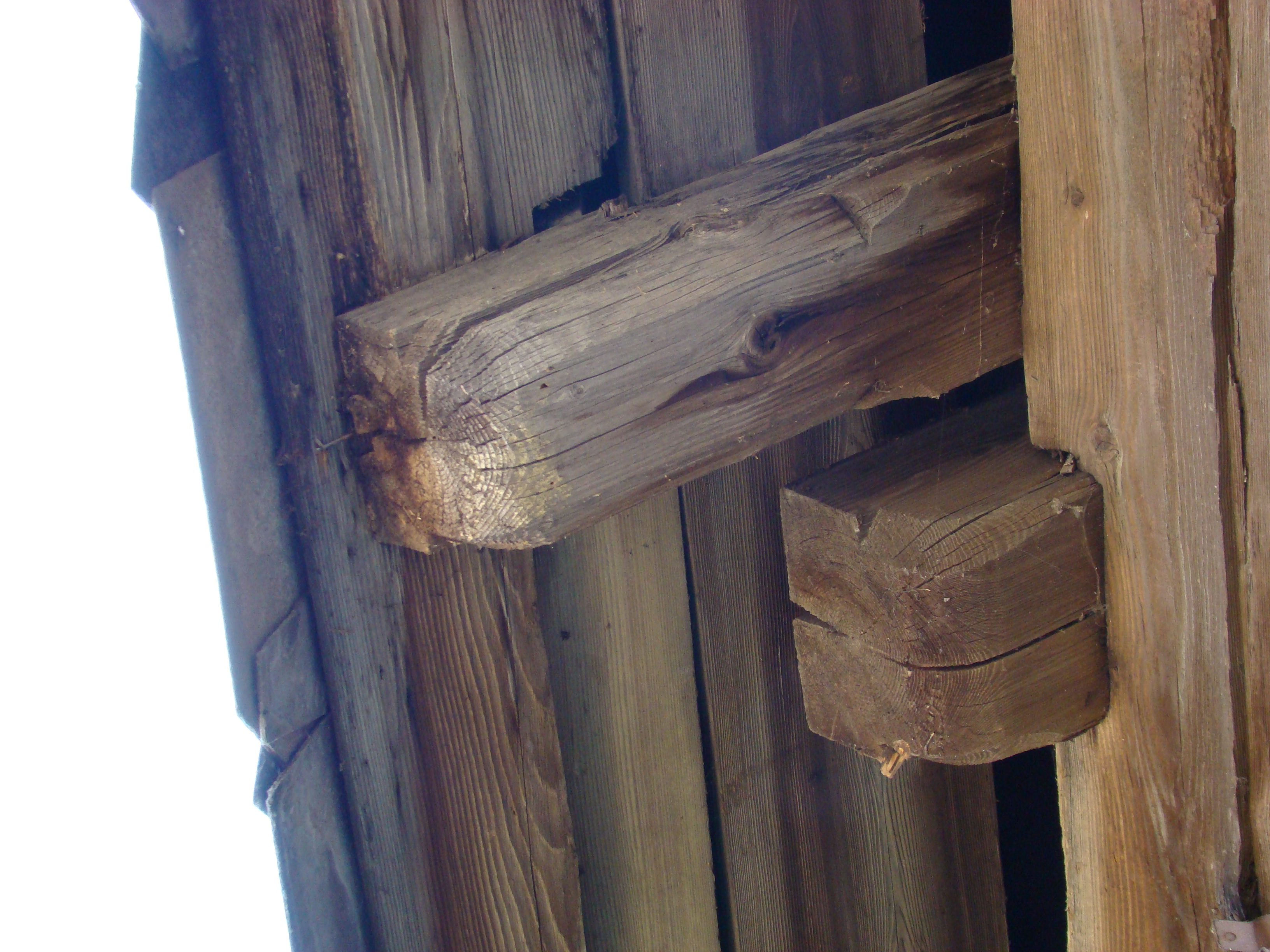
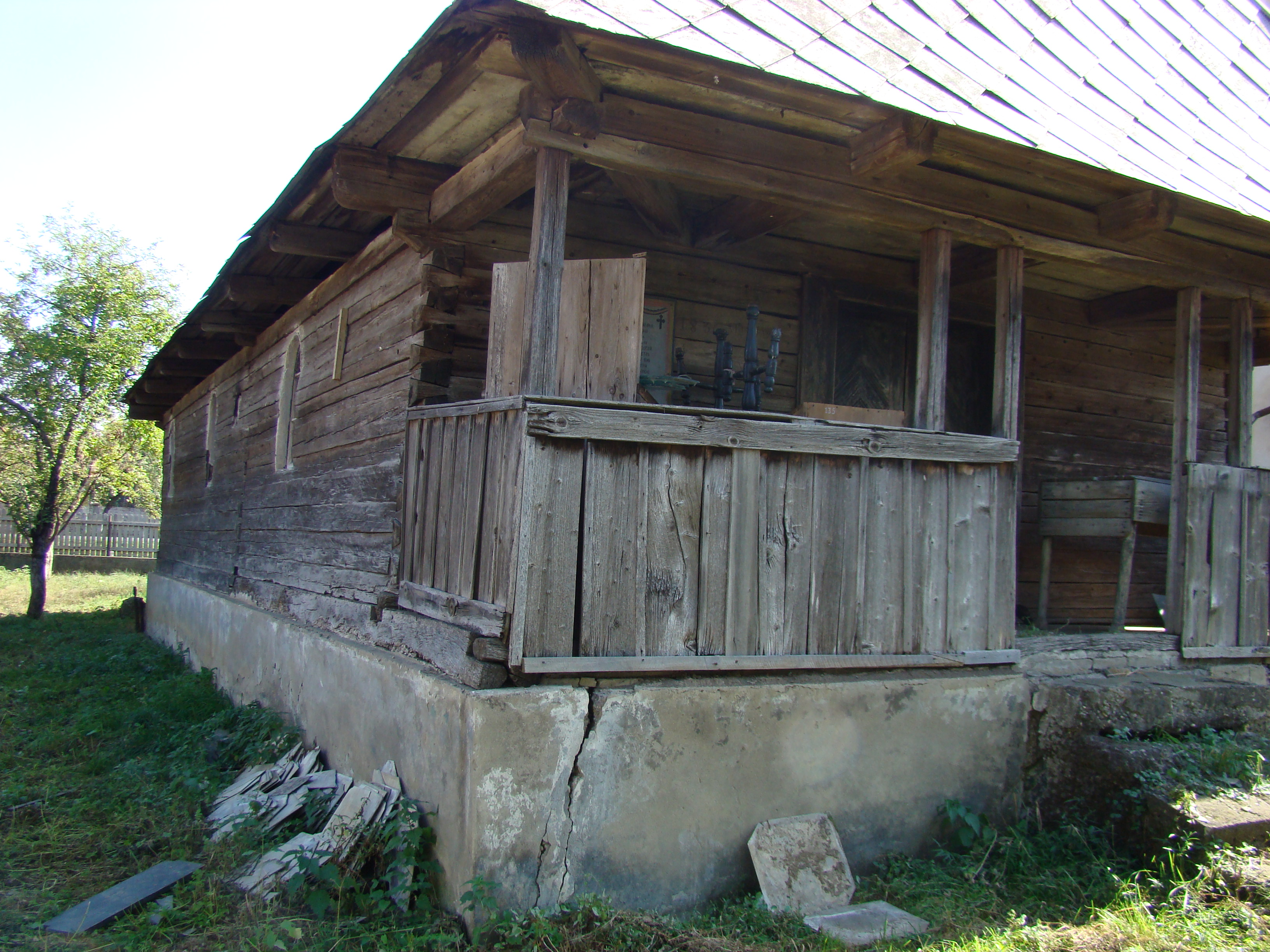
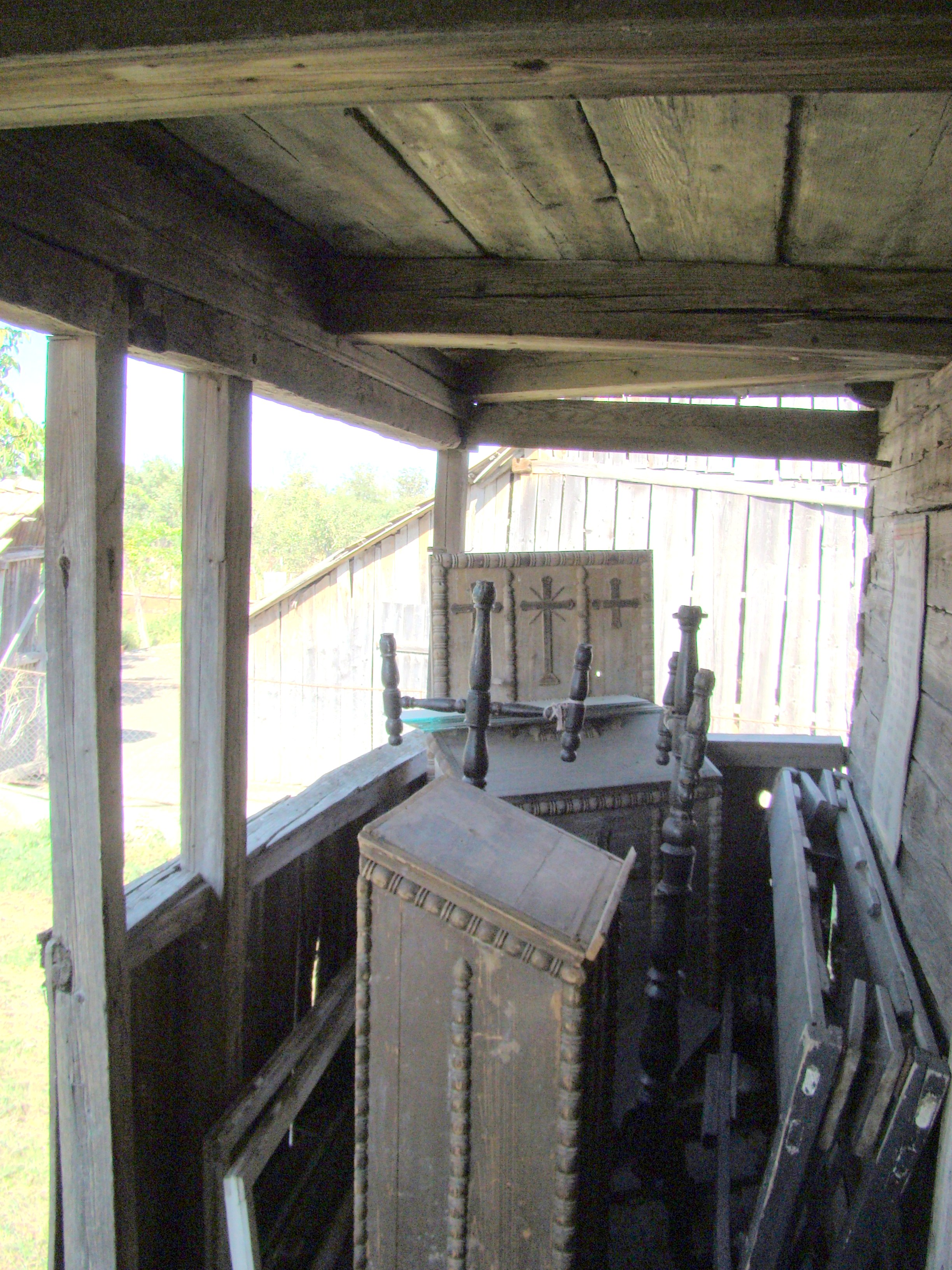
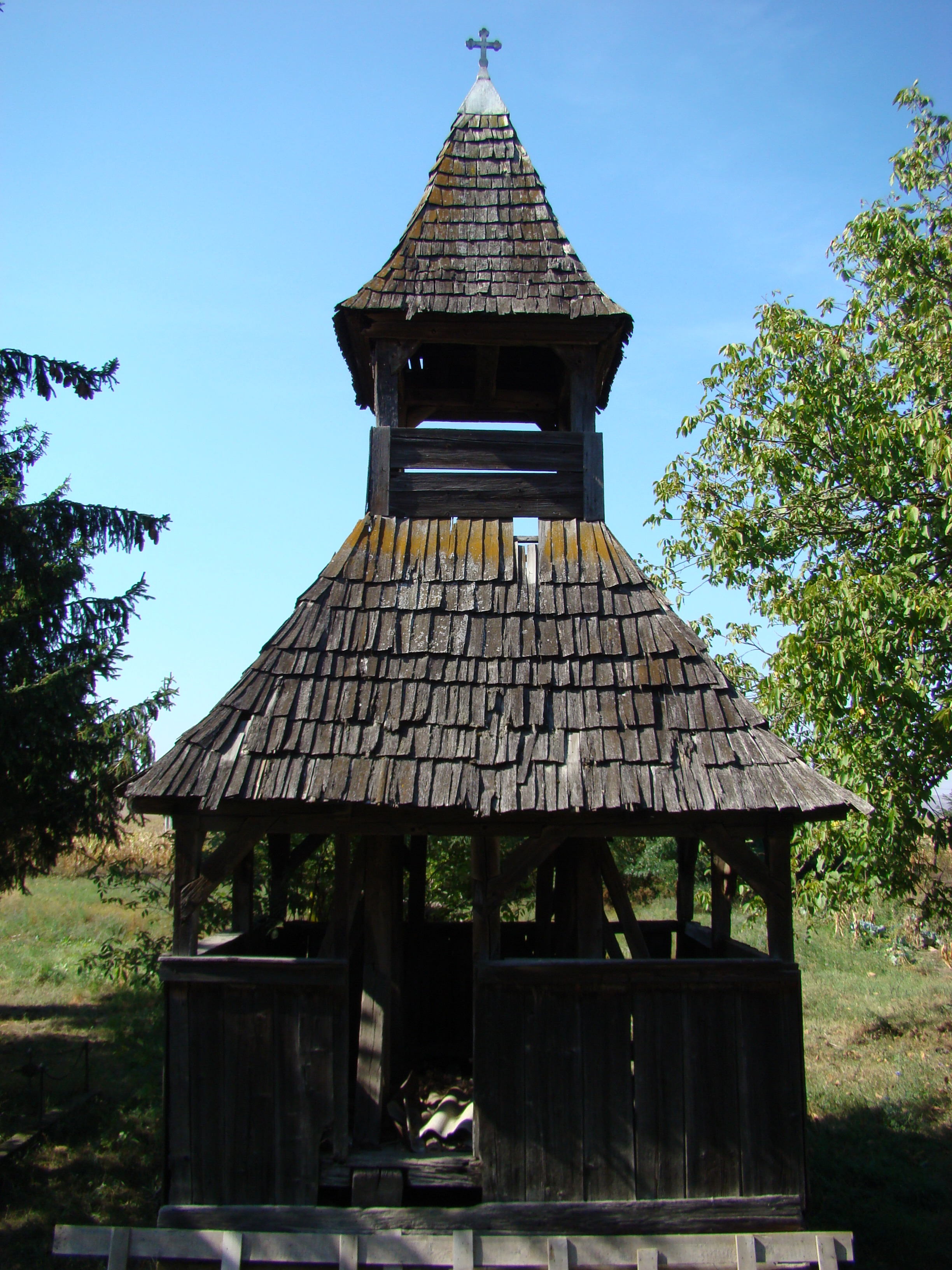
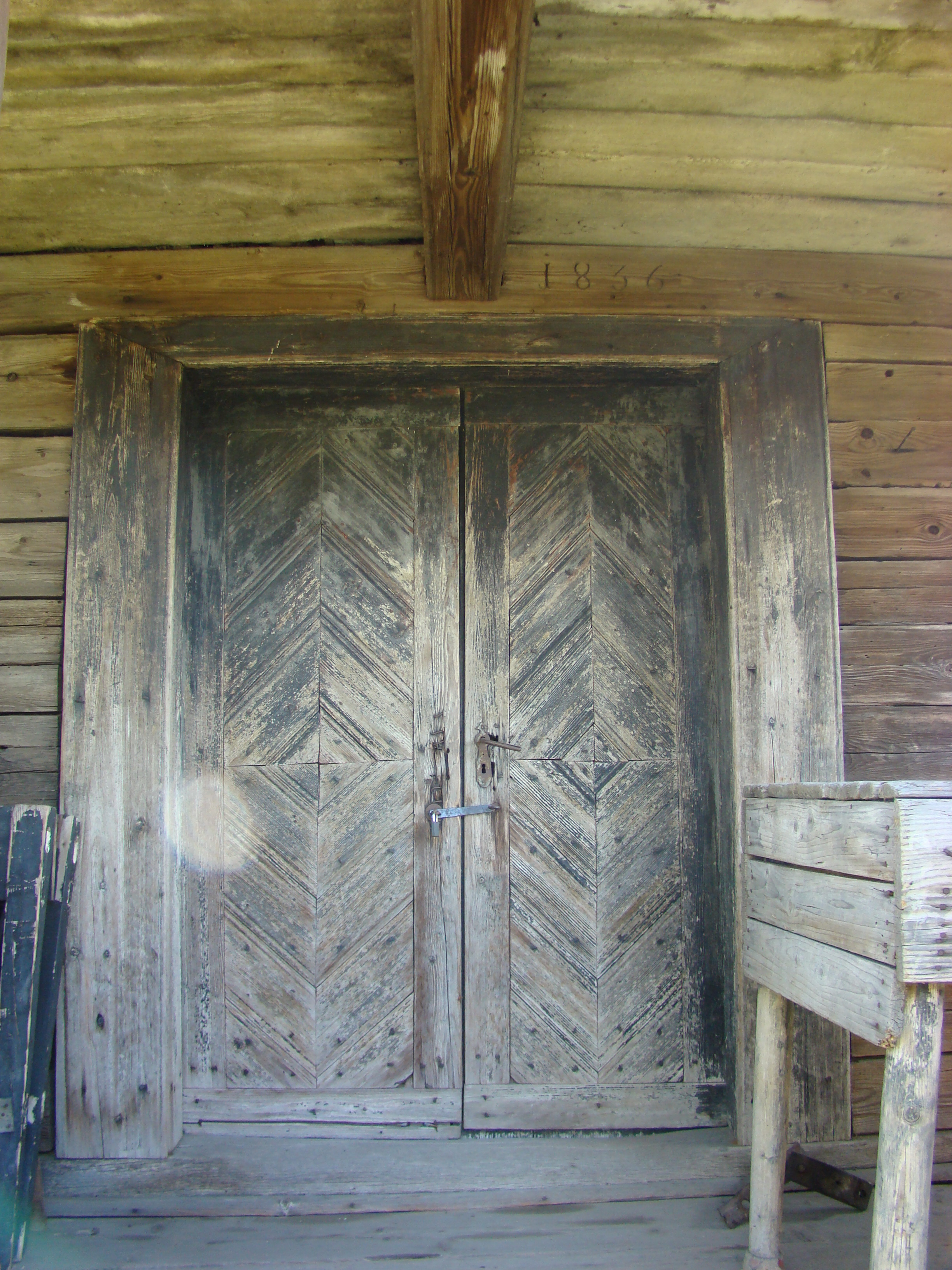
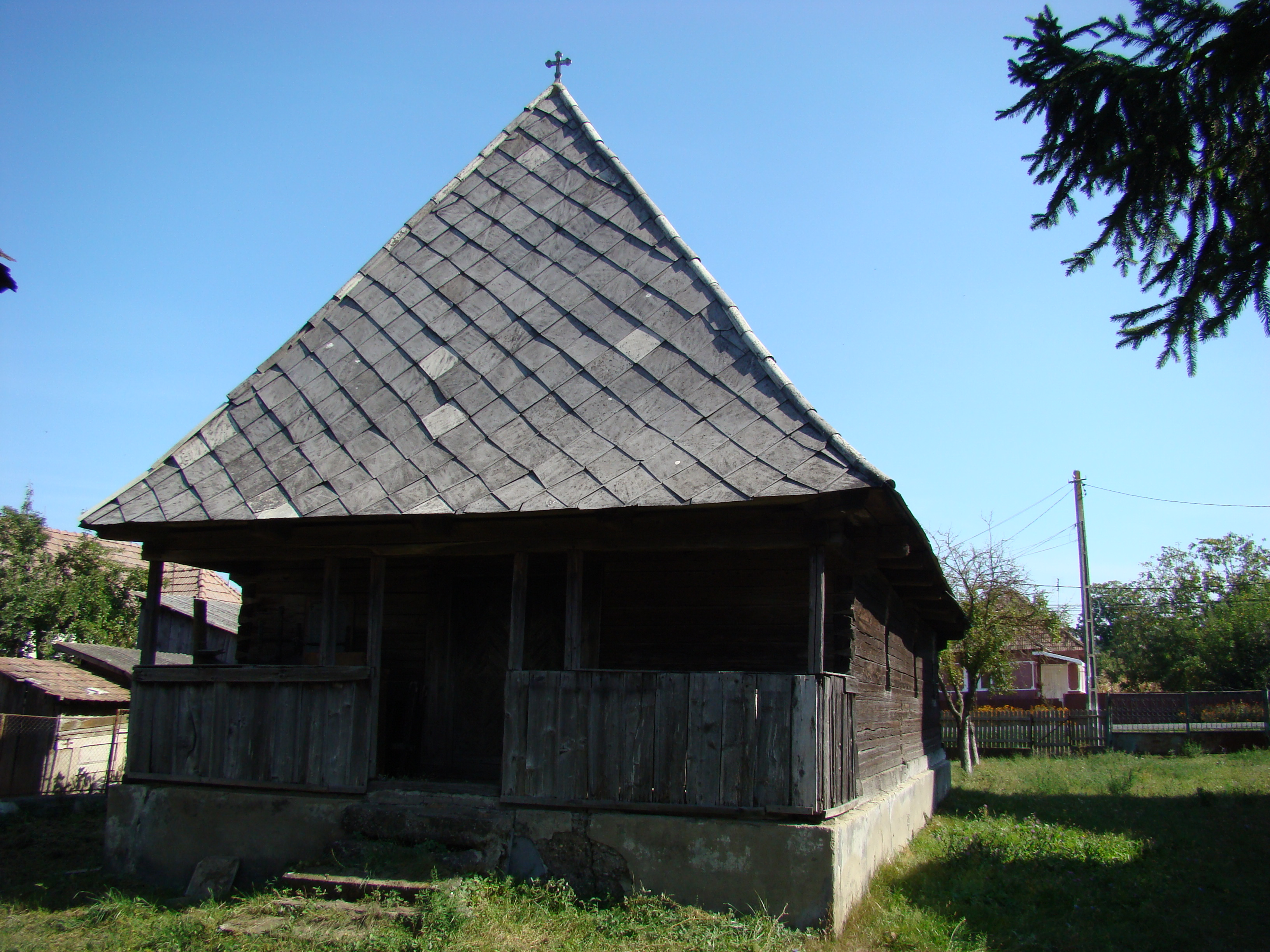
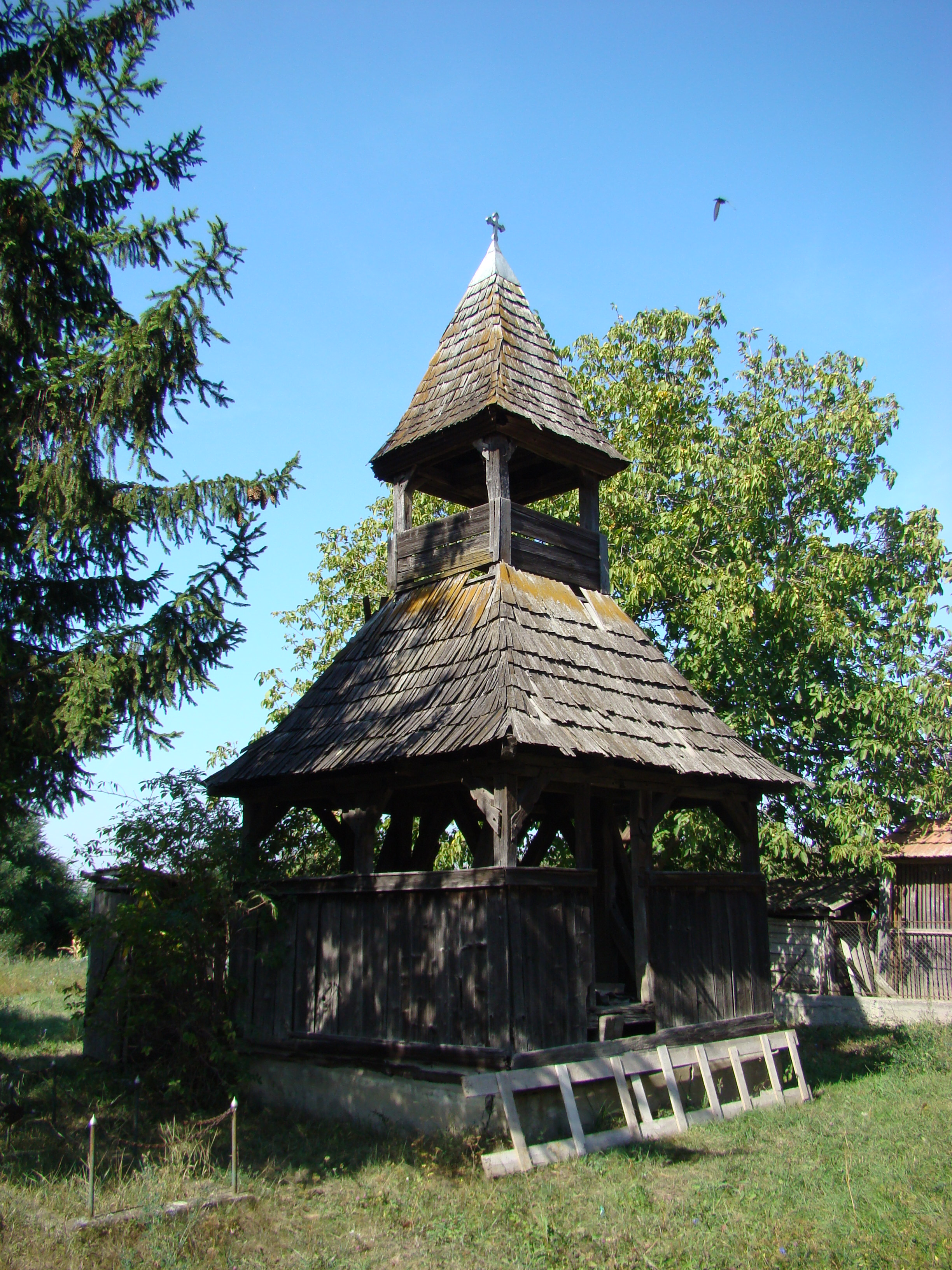
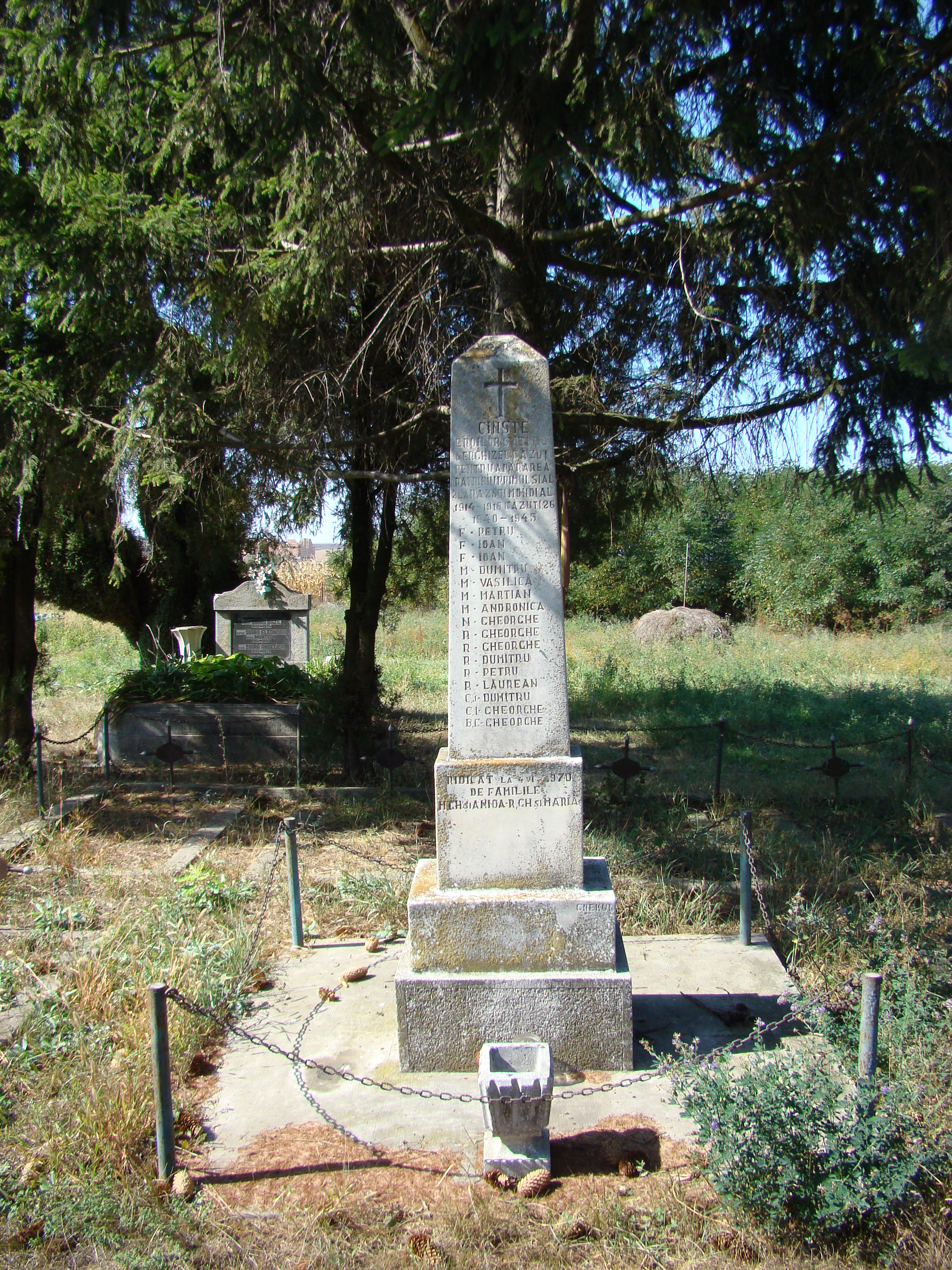
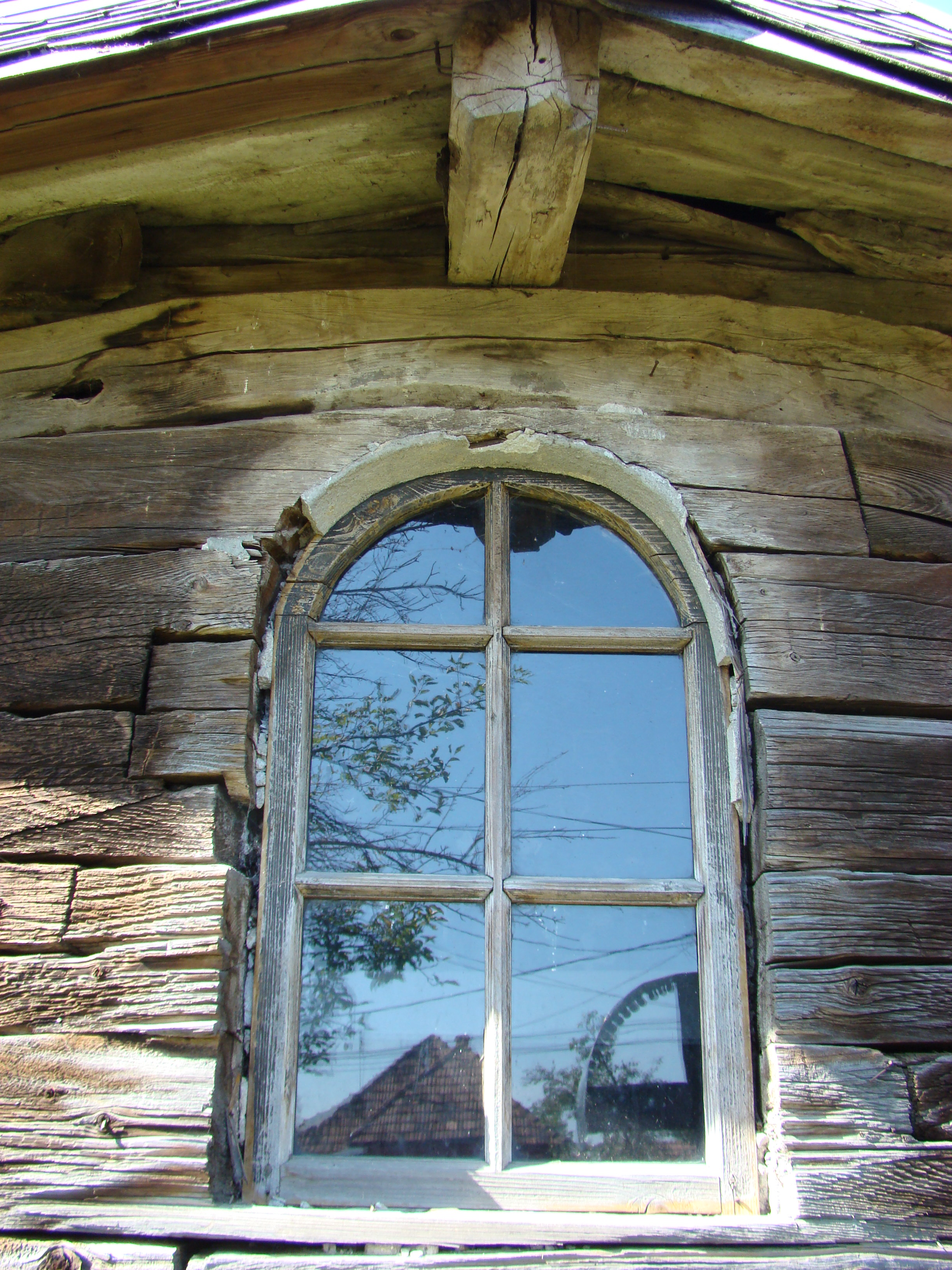
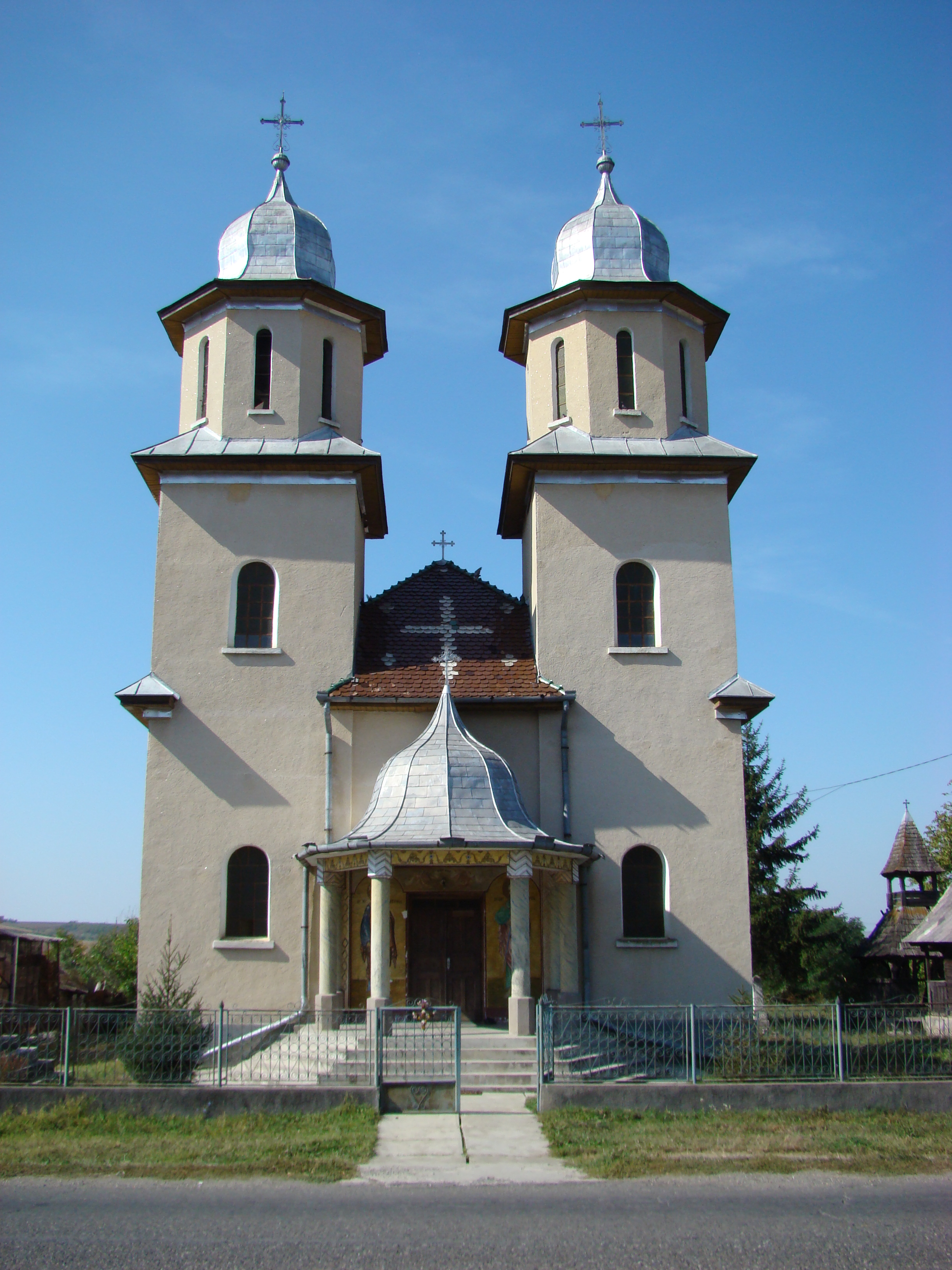
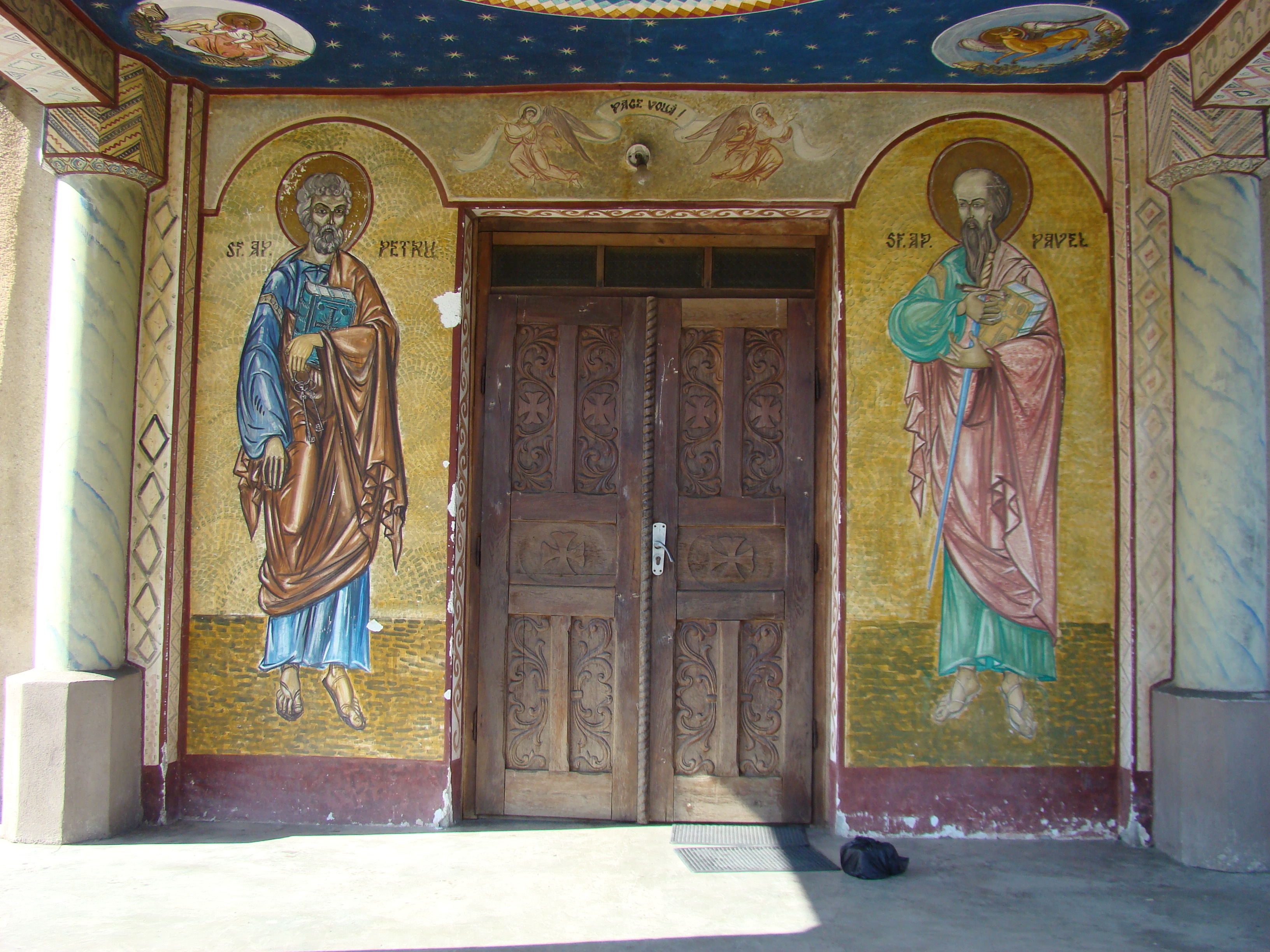
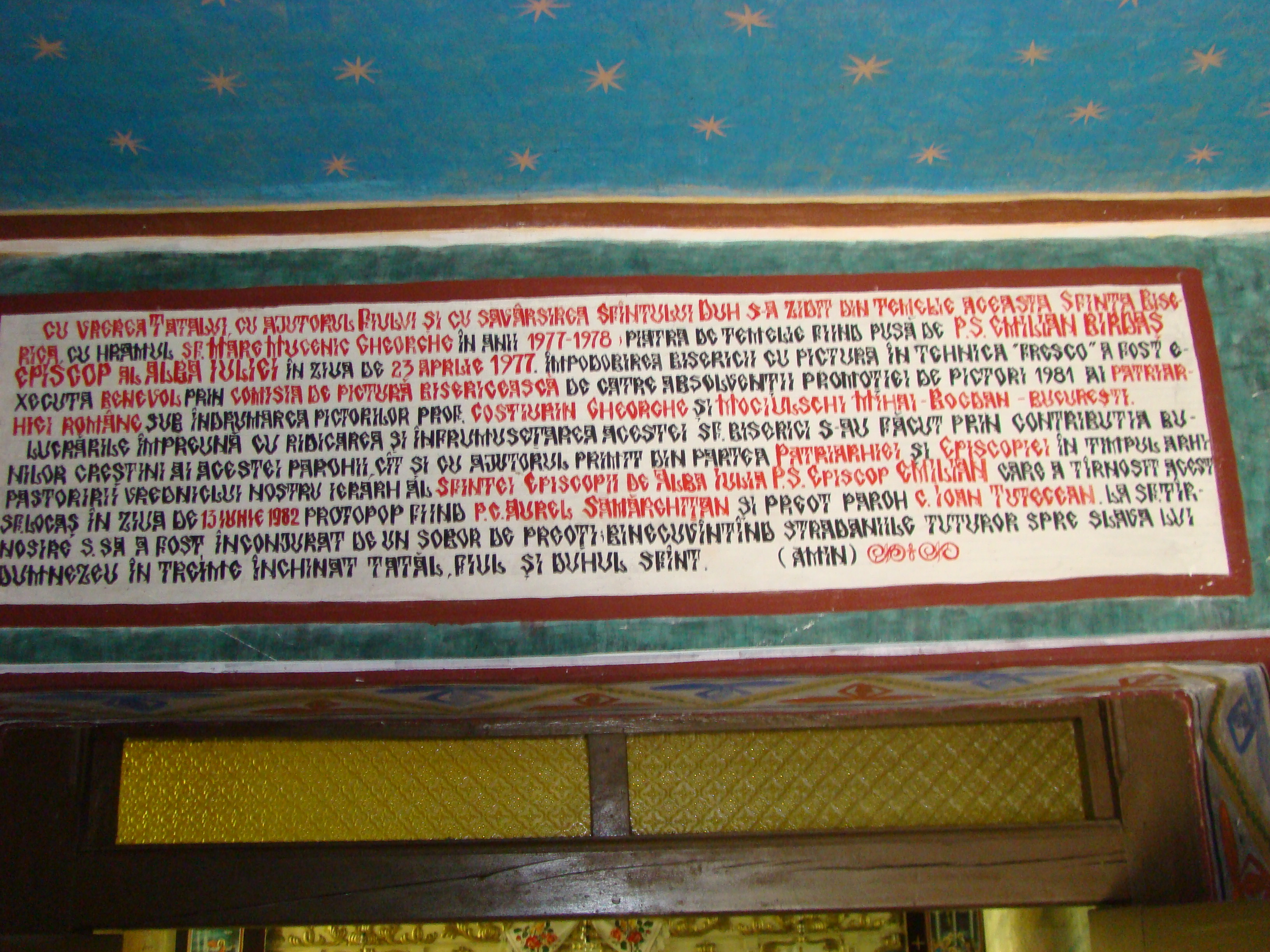
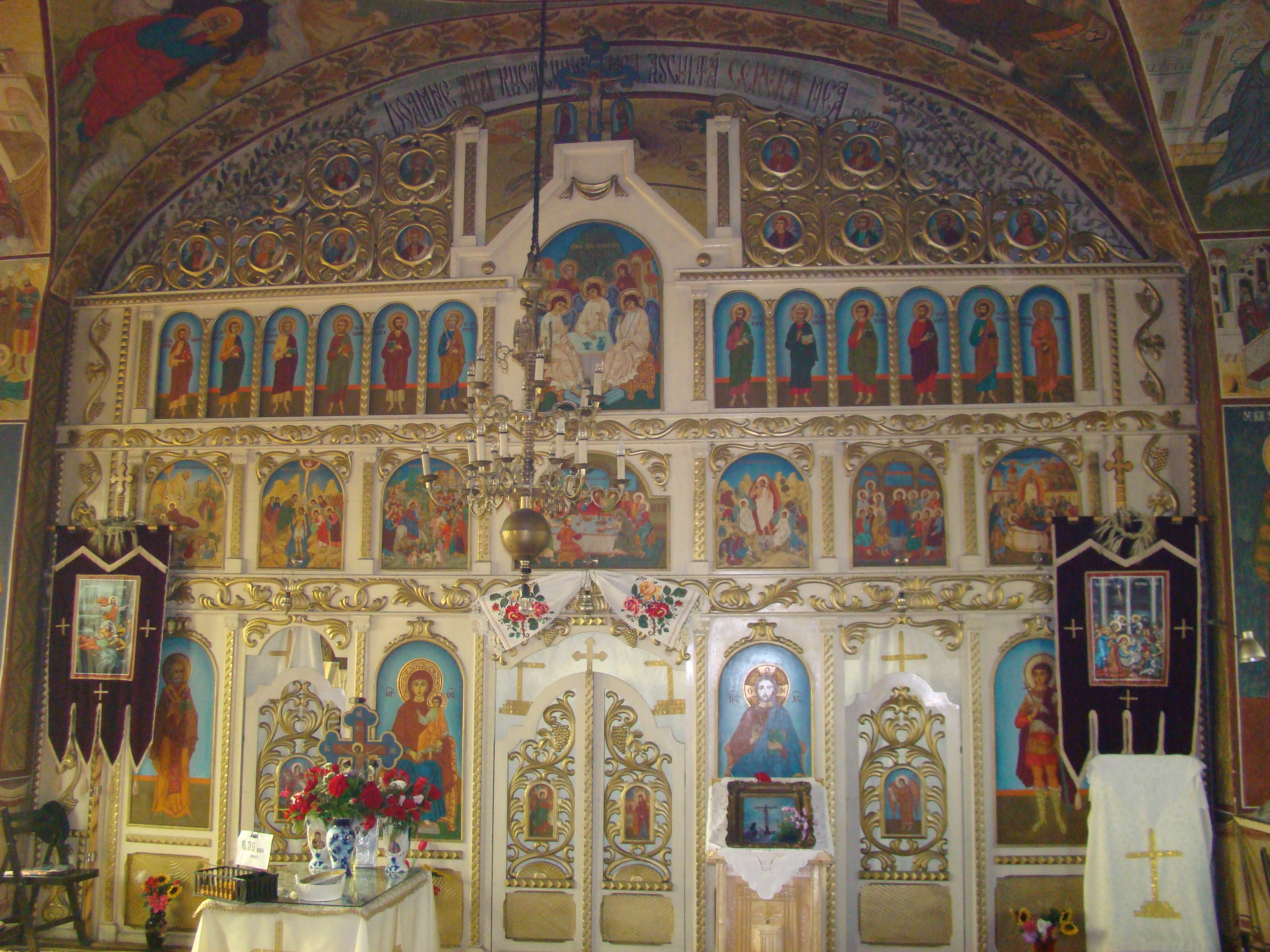

## Imagini din interior

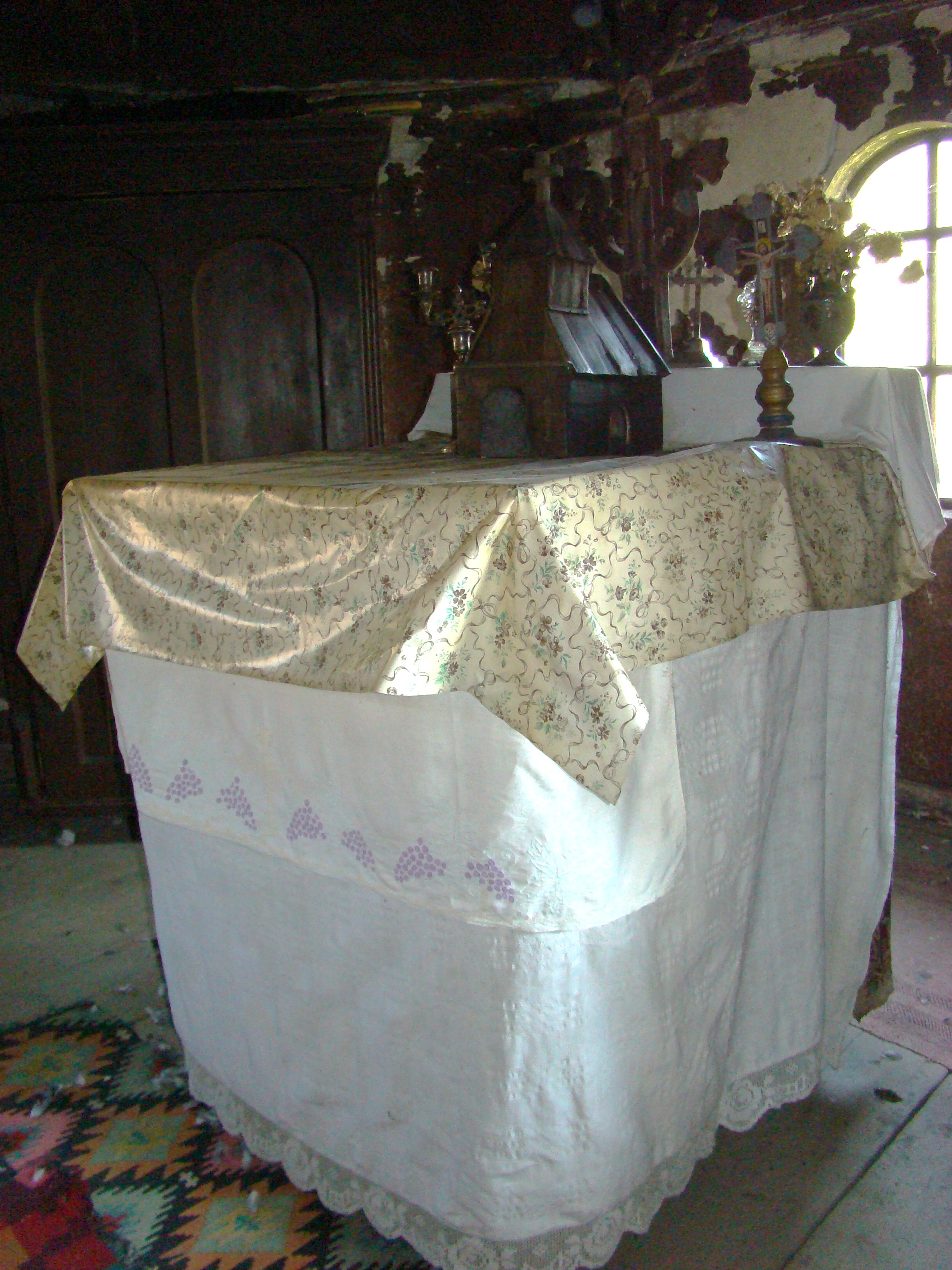
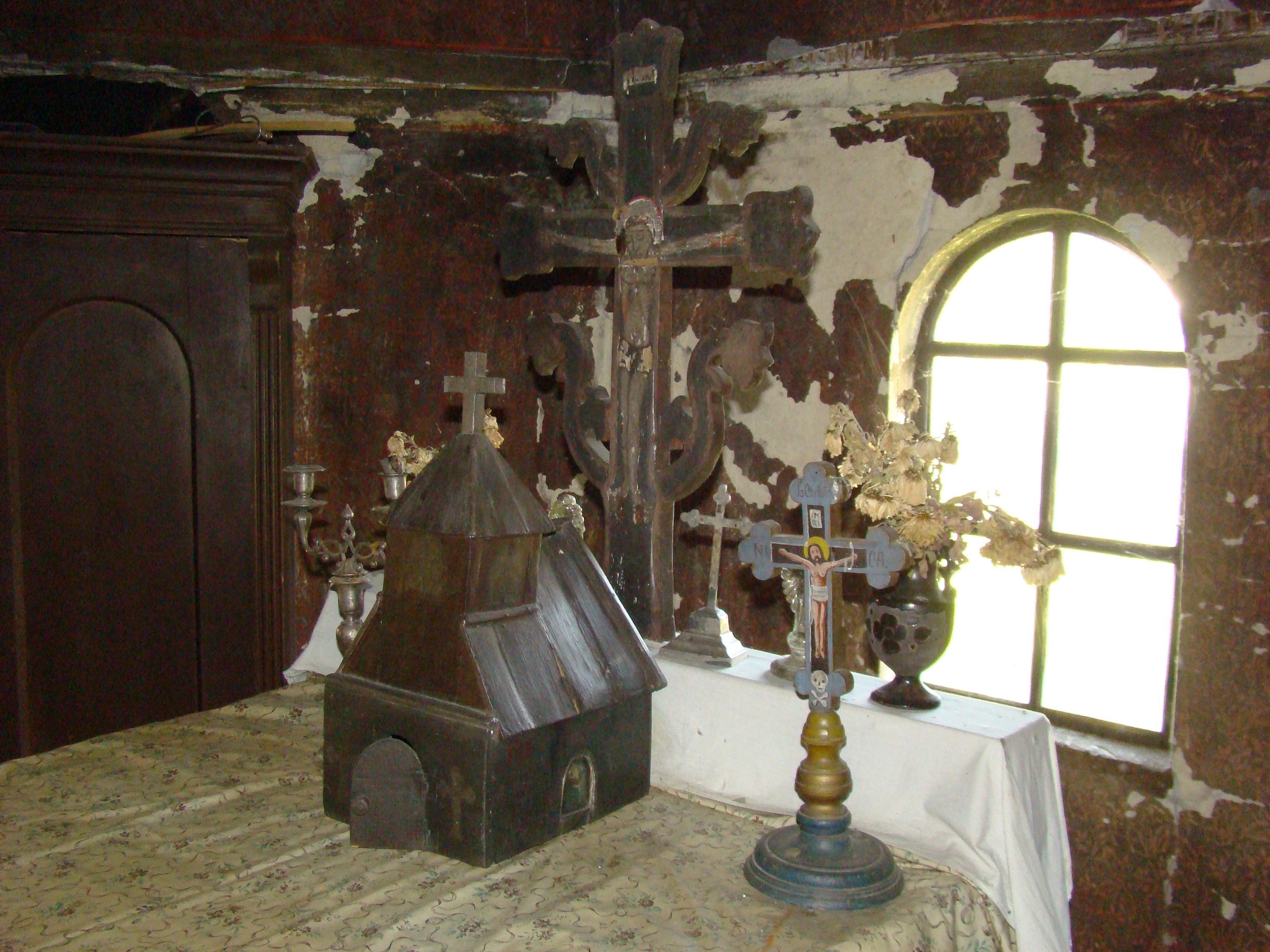
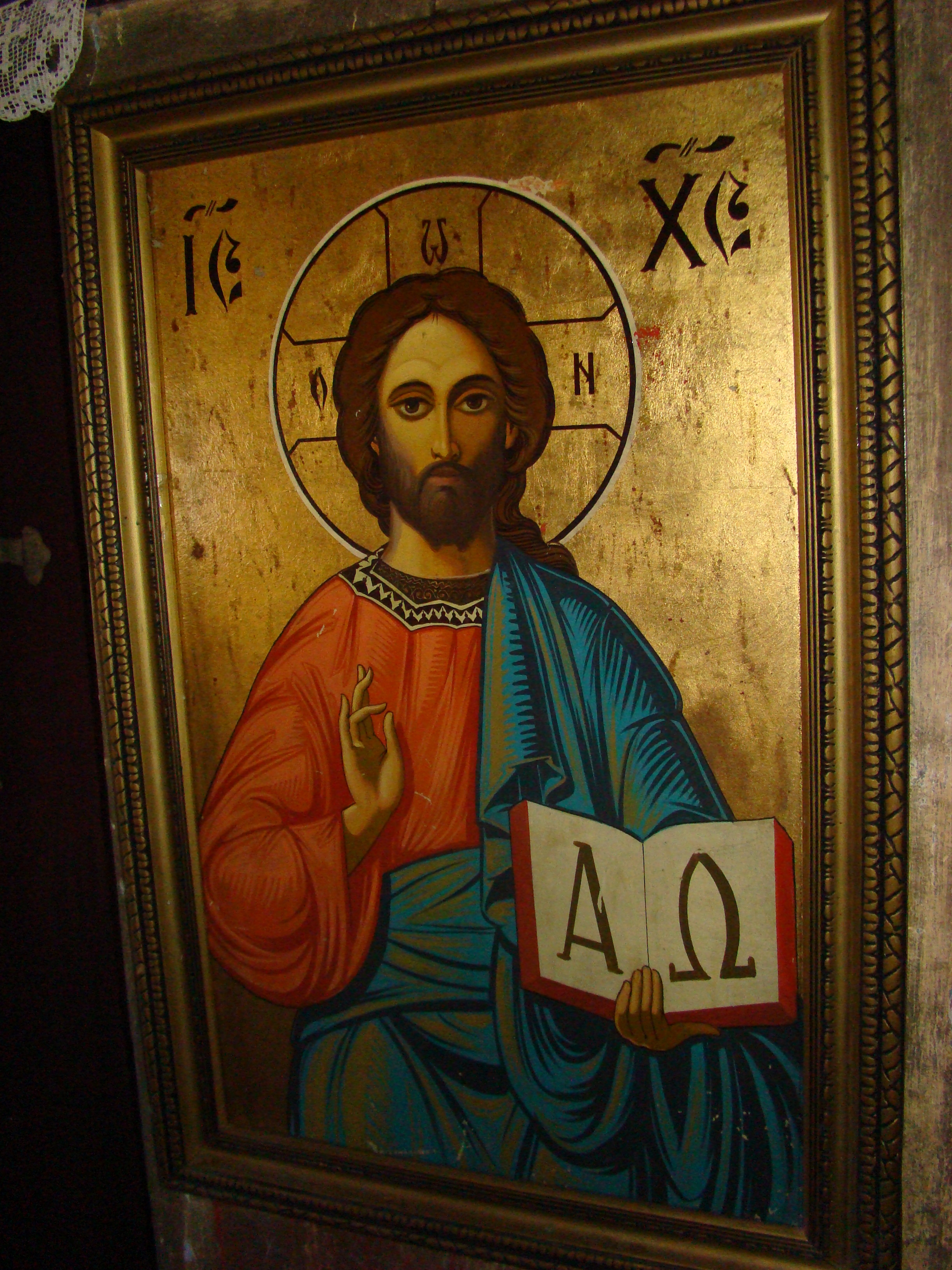
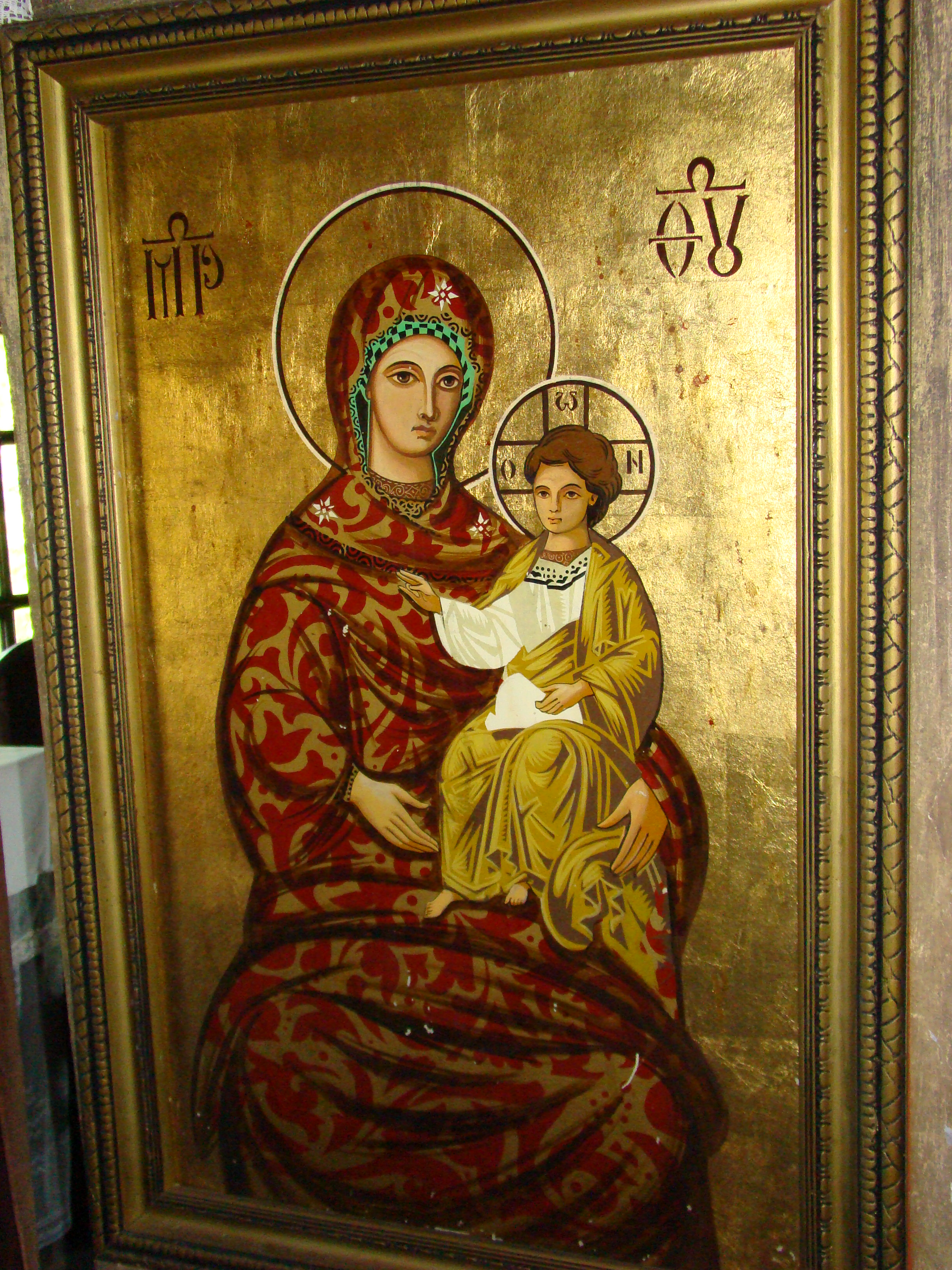
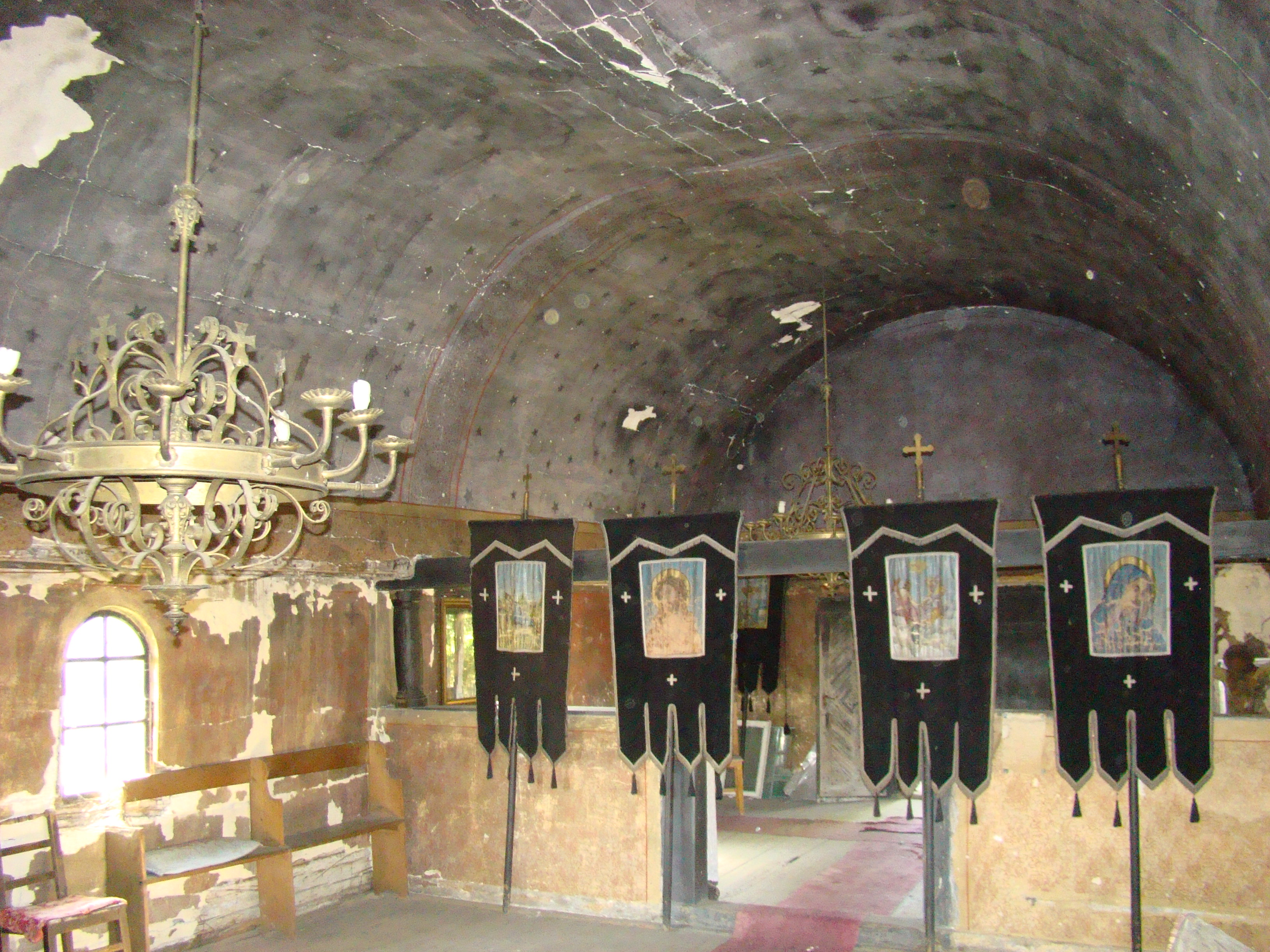
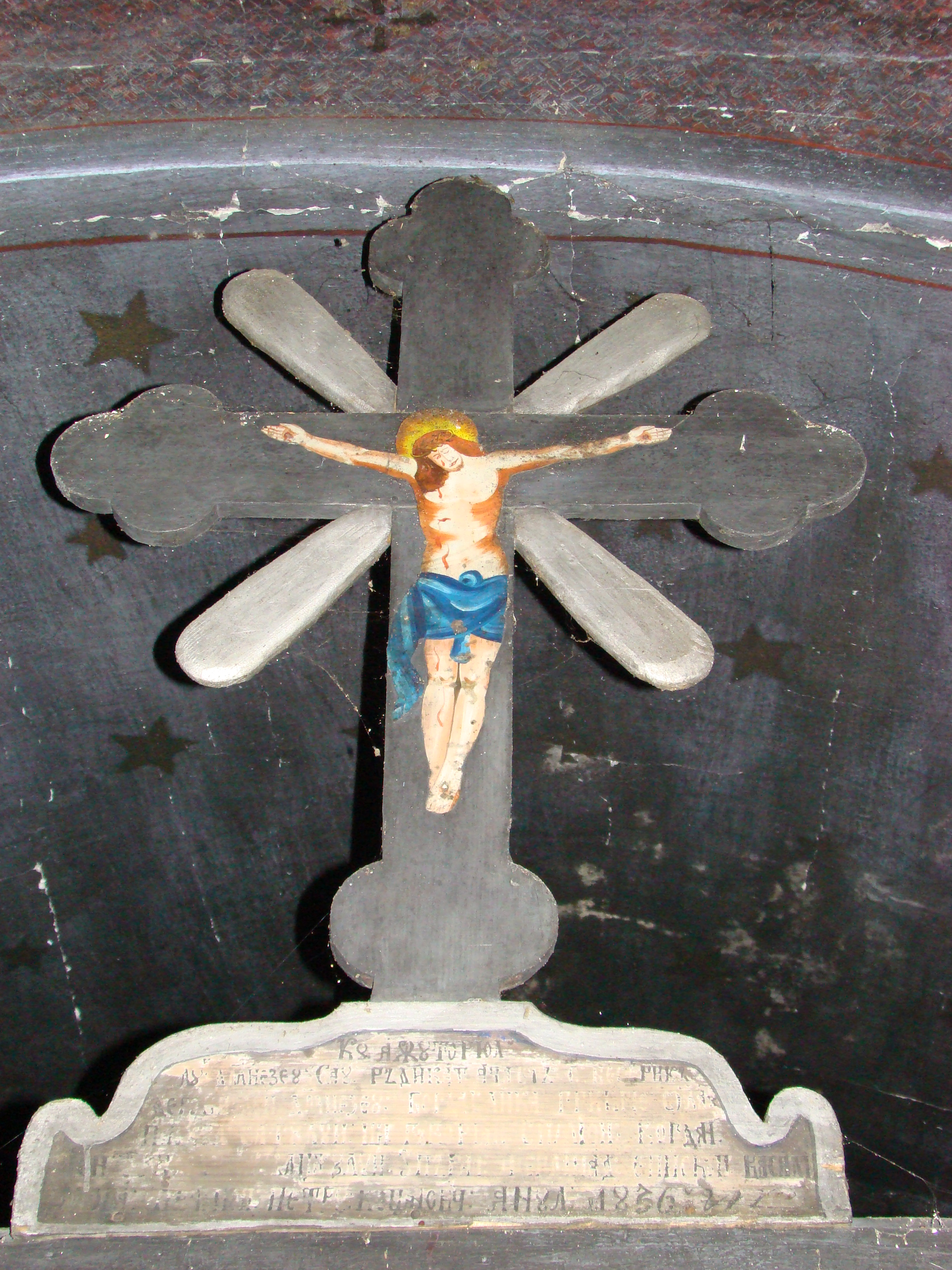
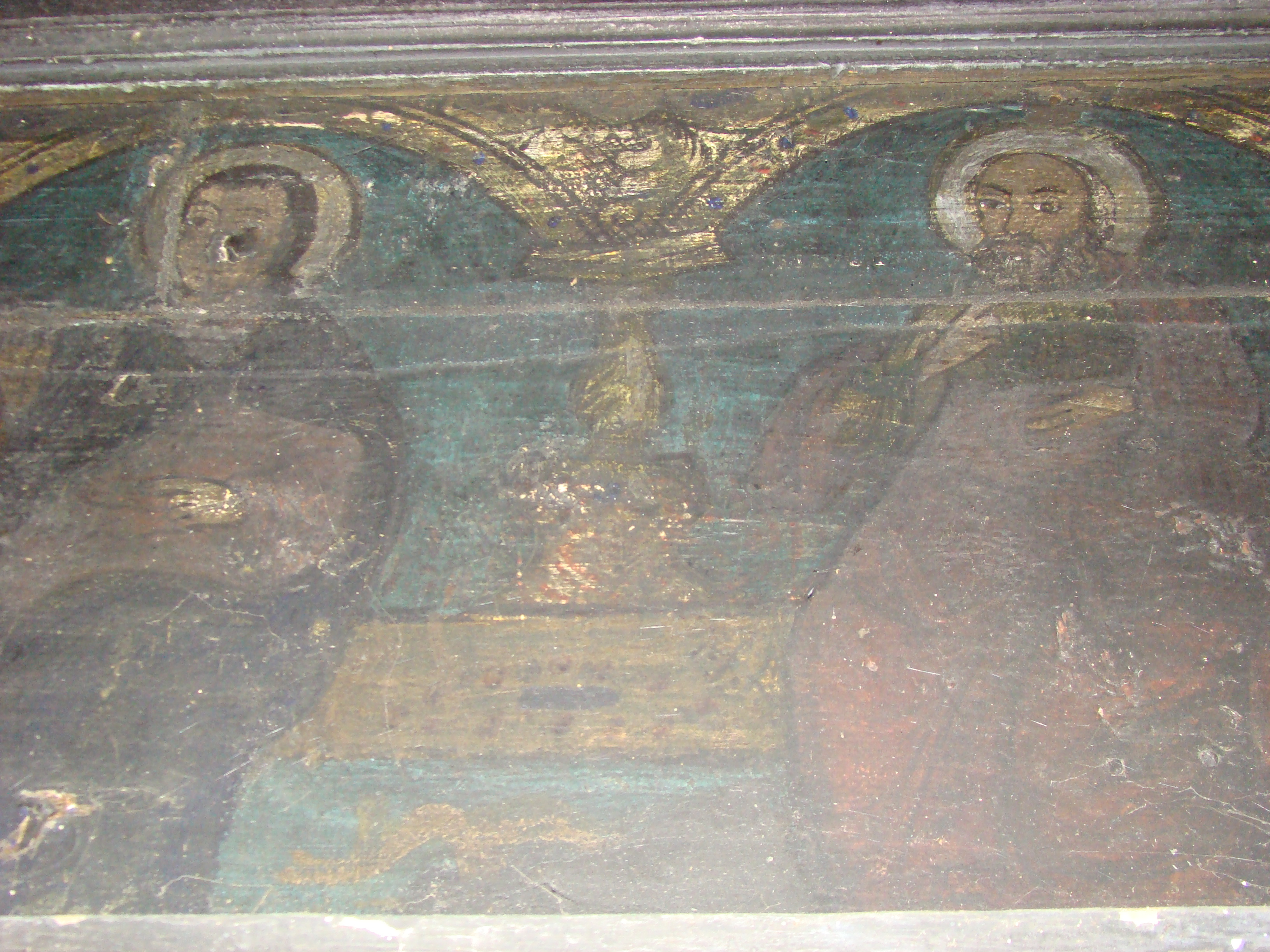
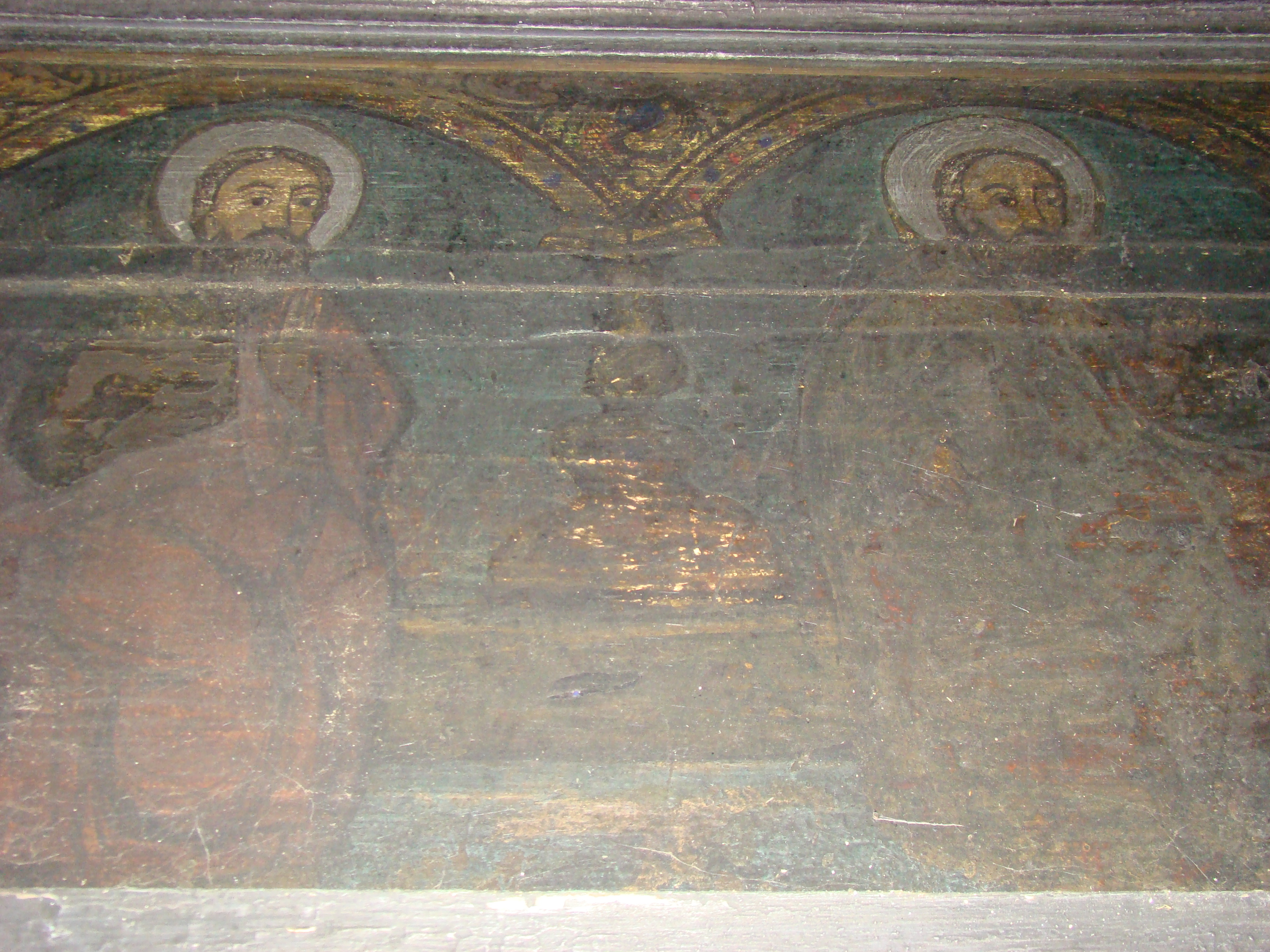
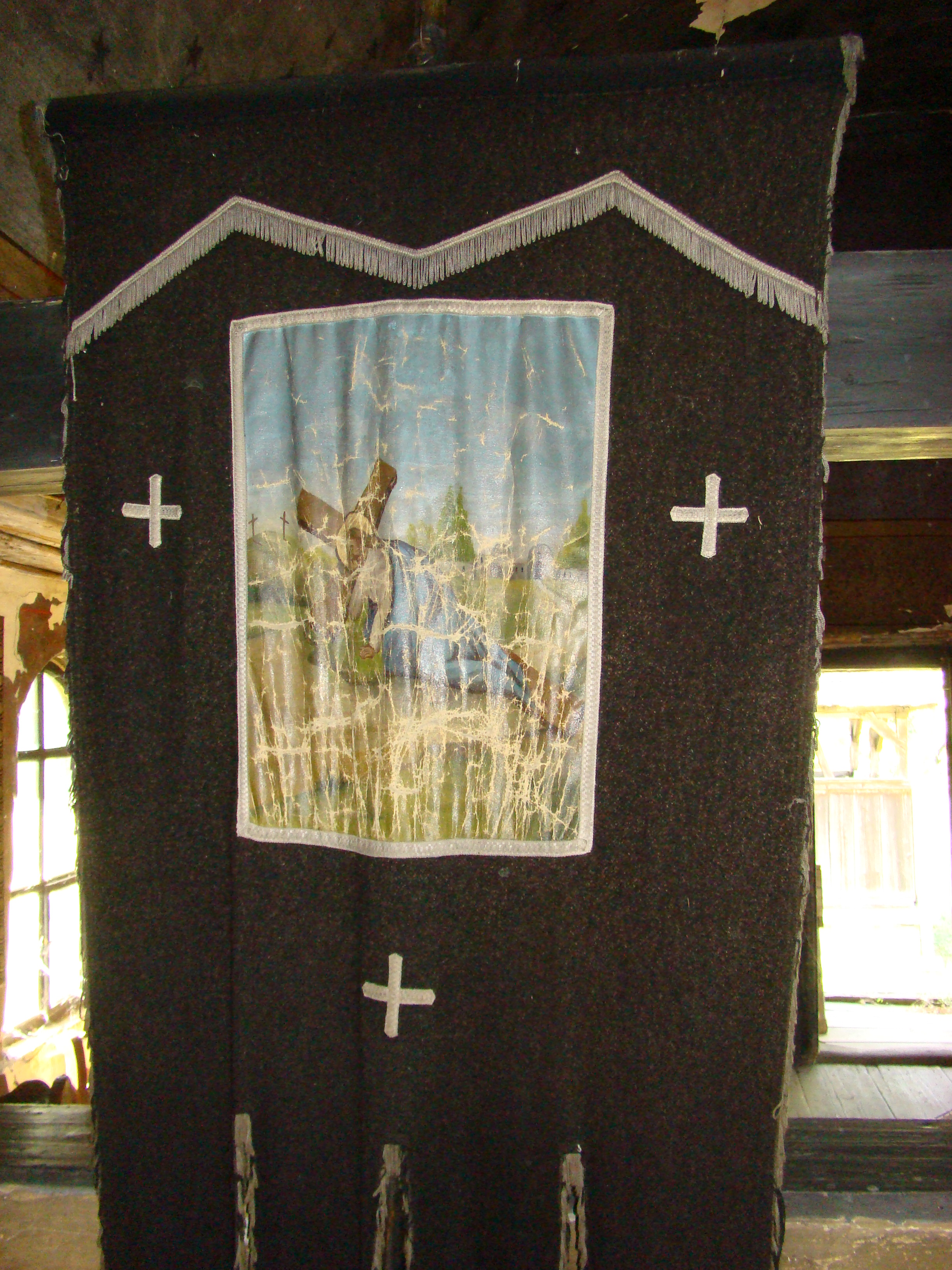
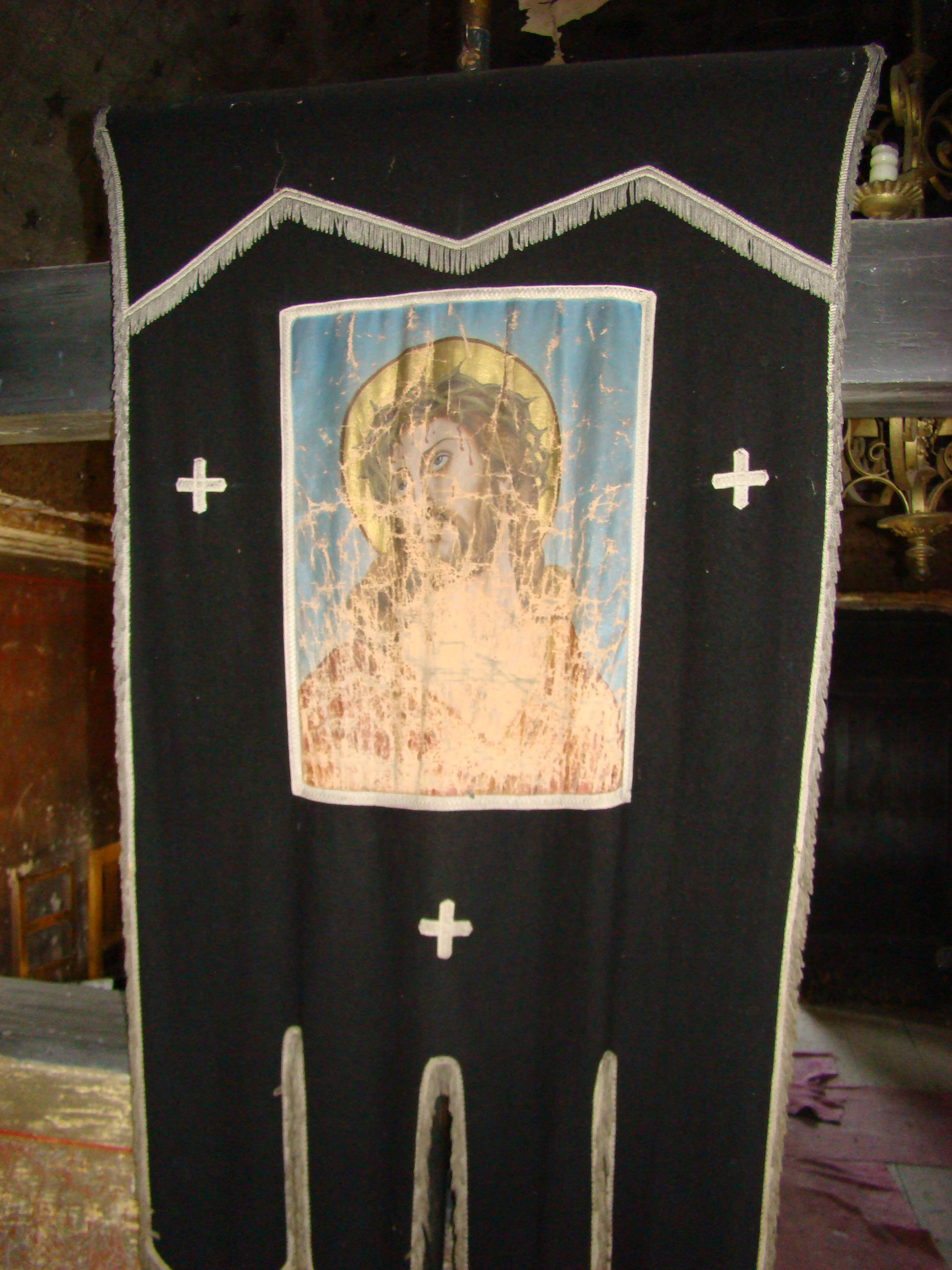
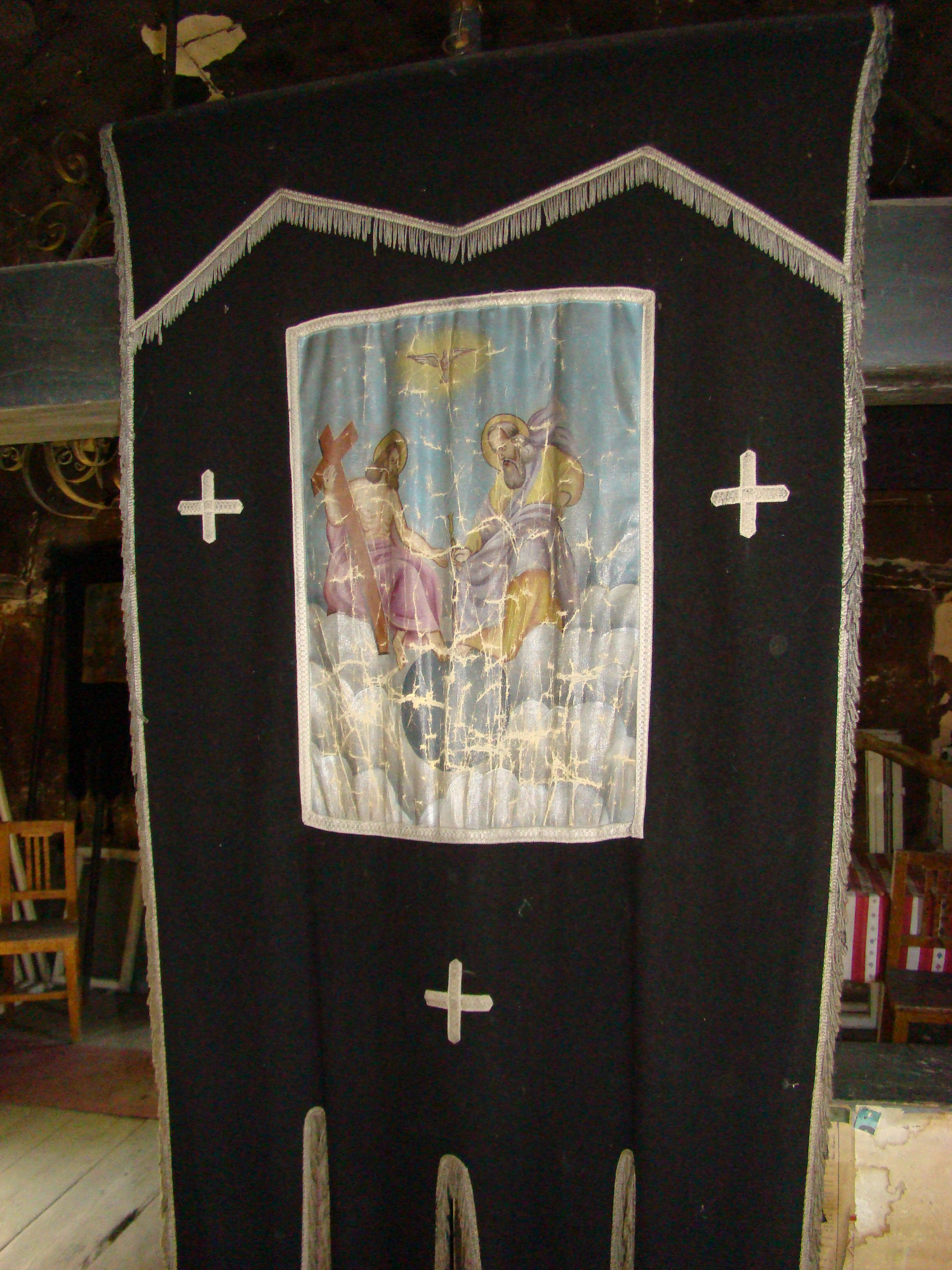
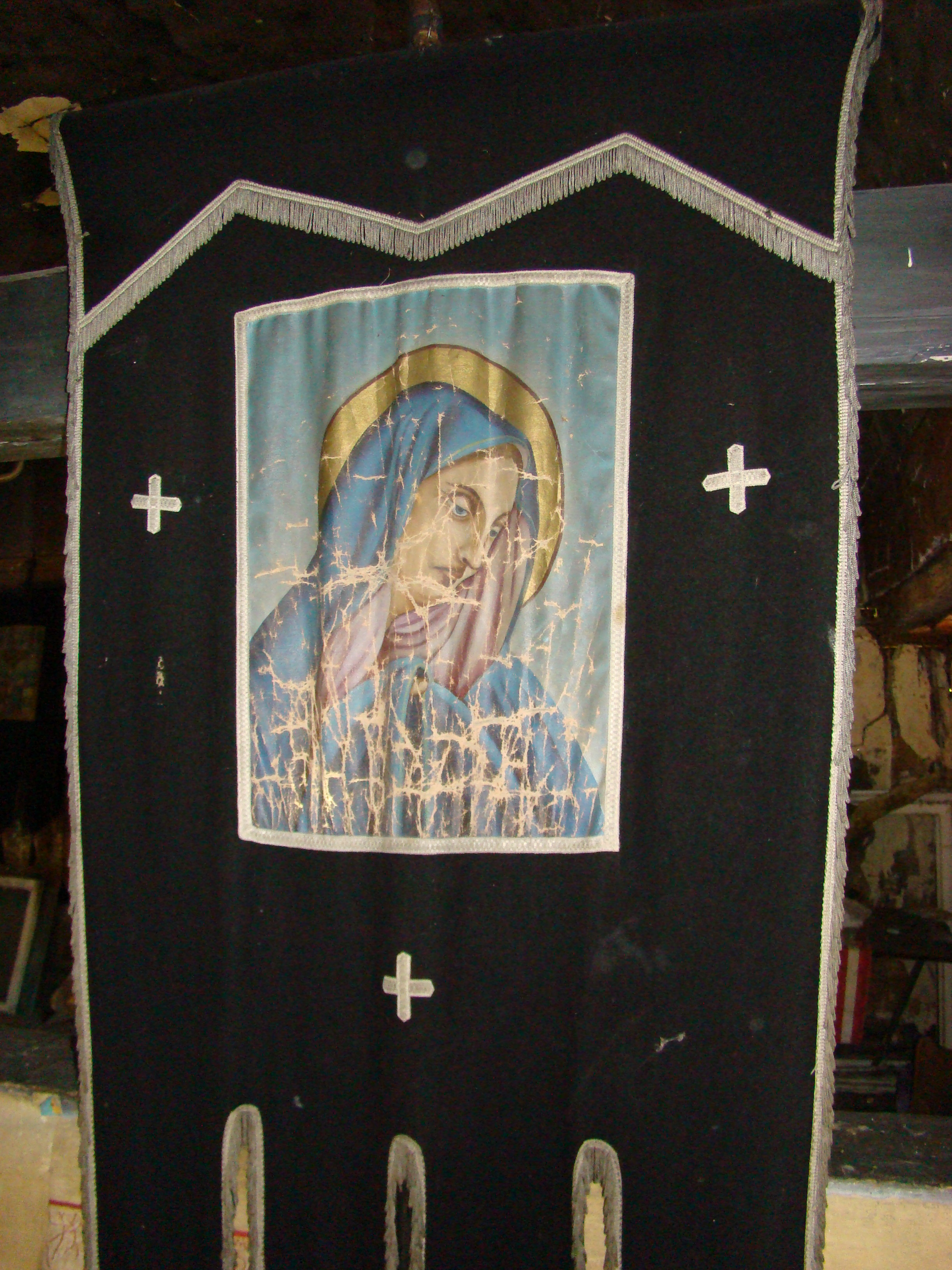